# Molenbeek-Saint-Jean
Pour les articles homonymes, voir Molenbeek.
Molenbeek-Saint-Jean (prononcé [moː.lən.ˌbeːk sɛ̃ ˈʒɑ̃] ; en néerlandais : Sint-Jans-Molenbeek ; en bruxellois : Meulebeik), couramment appelée Molenbeek, est une des dix-neuf communes bilingues de la Région de Bruxelles-Capitale en Belgique. Ses habitants sont appelés les Molenbeekois. Située dans l'ouest de la région, la commune est bordée par la Ville de Bruxelles, dont elle est séparée par le canal Charleroi-Bruxelles, ainsi que par les communes d'Anderlecht, Berchem-Sainte-Agathe, Dilbeek, Jette et Koekelberg. Le ruisseau Molenbeek, d'où elle tire son nom, traverse la commune. Comme dans toutes les communes bruxelloises, l'administration est officiellement bilingue (français-néerlandais).
Depuis ses origines au Moyen Âge jusqu'au xviiie siècle, Molenbeek était un village rural à la périphérie de Bruxelles, mais au tournant du xixe siècle, il connut une croissance importante provoquée par l'essor du commerce et de l'industrie pendant la révolution industrielle. Sa prospérité déclina après la Seconde Guerre mondiale, en raison de la désindustrialisation, entraînant d'importants plans d'investissements et de régénération. Connaissant un fort mouvement d'immigration, principalement marocaine, à partir des années 1950 et 1960, Molenbeek est devenue progressivement multiculturelle avec une forte population musulmane,. Le sociologue Jan Hertogen de la KU Leuven estime qu'en 2022, 42,2 % des habitants seraient de confession musulmane, comparé à 24,1 % dans la région bruxelloise et 9,6 % dans toute la Belgique. Dans les années 2010, Molenbeek a acquis une notoriété médiatique mondiale en tant que base pour les terroristes islamistes qui ont mené des attentats à Paris (2015) et à Bruxelles (2016).
Molenbeek est une commune principalement résidentielle composée de plusieurs quartiers historiquement et architecturalement distincts. Au 1er janvier 2024, la commune comptait 98 365 habitants. La superficie totale est de 6,02 km2, ce qui donne une densité de population de 16 339,70 hab./km2, soit le double de la moyenne bruxelloise. Sa partie supérieure est plus verte et moins densément peuplée. Molenbeek portera la candidature au titre de capitale européenne de la culture en 2030.

## Étymologie
Le nom Molenbeek dérive de deux mots néerlandais : molen, signifiant « moulin », et beek, signifiant « ruisseau ». Il provient du nom du ruisseau homonyme aujourd'hui voûté, sur lequel se trouvaient des moulins à eau, et pourrait être littéralement traduit en français en « ruisseau du moulin » ou « ruisseau des moulins »,. C'est un nom très courant pour les ruisseaux aux Pays-Bas et en Belgique, comme le Molenbeek (Erpe-Mere Bovenschelde), ainsi que le Molenbeek-Ter Erpenbeek, tous deux dans le Denderstreek, en Flandre.

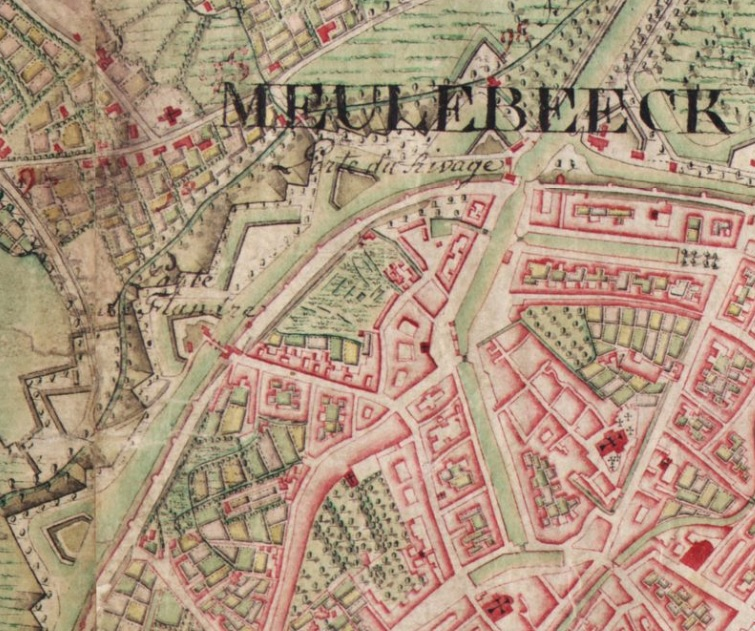
Le village de Molenbeek (orthographié « Meulebeeck ») sur la carte de Ferraris, XVIIIe siècle.

Bien qu'appliqué d'abord au ruisseau qui traversait le village, le nom Molenbeek (orthographié à l'origine Molembecca) finit par être utilisé pour désigner le village lui-même, vers l'an 985. Le suffixe Saint-Jean en français, ou Sint-Jans en néerlandais, fait référence au saint patron de la paroisse principale de la commune, Saint Jean-Baptiste. Ce suffixe est toutefois rarement utilisé dans le langage courant, les habitants d'aujourd'hui, qu'ils soient francophones ou néerlandophones, raccourcissant généralement le nom en simplement Molenbeek.

## Histoire

### Débuts ruraux
Dès le ixe siècle, Molenbeek abrite une église dédiée à Saint Jean-Baptiste. Les limites paroissiales de l'église Saint-Jean sont beaucoup plus étendues qu'aujourd'hui, s'étendant jusqu'à la Senne, et à partir de la fin du xiie siècle, comprennent une chapelle dédiée à Sainte Catherine. Cette chapelle est séparée du reste de la paroisse à la suite de la construction des murs de la Ville de Bruxelles et devient progressivement l'actuelle église Sainte-Catherine dans le centre de Bruxelles. La première mention documentée de Molenbeek date du 9 avril 1174 dans une bulle pontificale du pape Alexandre III répertoriant les biens du chapitre de la collégiale Saints-Michel-et-Gudule (aujourd'hui cathédrale) à Bruxelles, qui comprenait l'église Saint-Jean, ainsi que d'autres biens. Le béguinage de Bruxelles, fondé avant 1247 hors des murs de la ville, dépend à cette époque également de Molenbeek.

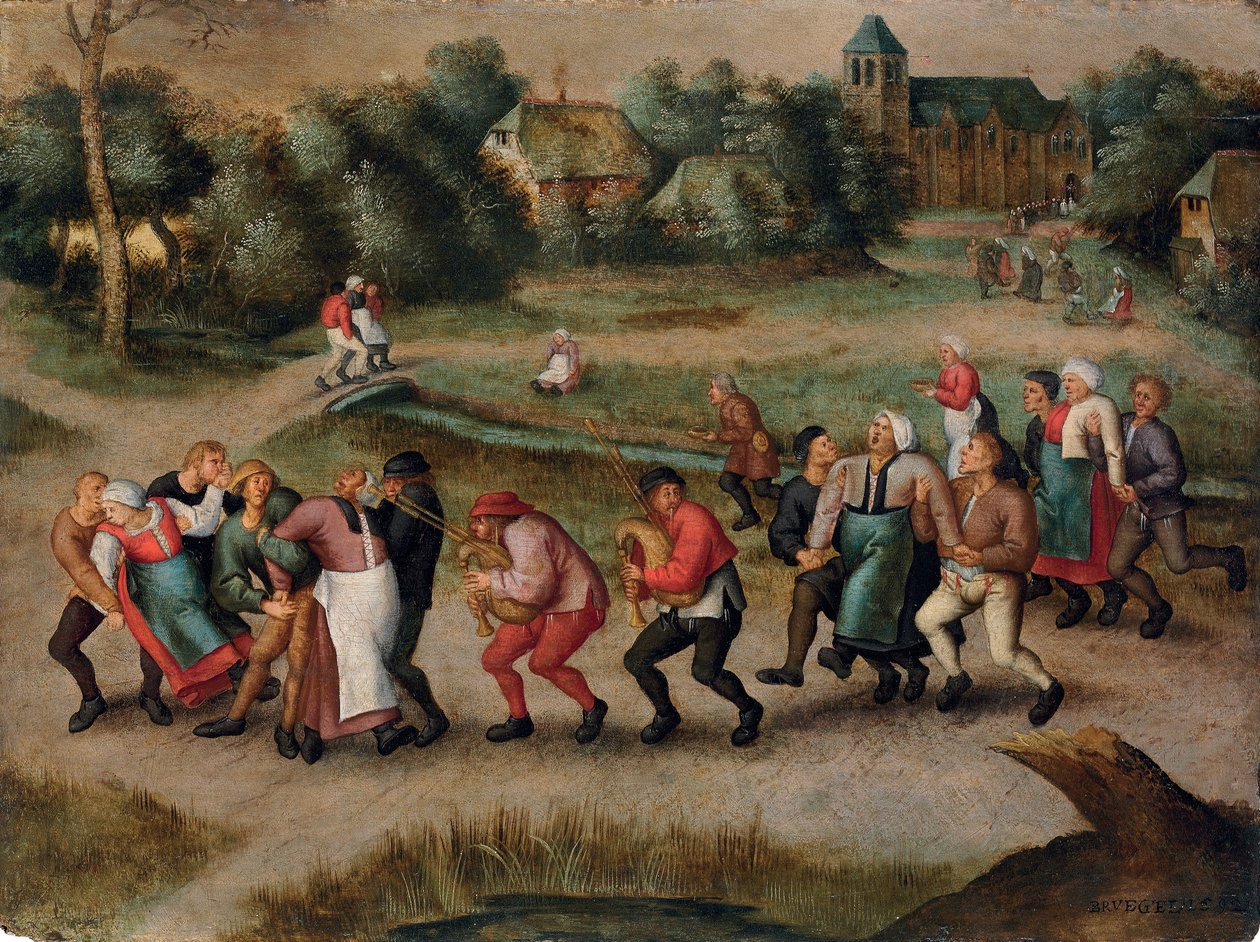
Les danseurs de la Saint-Jean (1592) de Pieter Brueghel le Jeune.

Au début du Moyen Âge, le village rural fournit Bruxelles en produits agricoles. Il est pendant des siècles un lieu de pèlerinage dû à la présence d'une source de sainte Gertrude de Nivelles, la mythique fondatrice de l'abbaye de Nivelles, considérée comme miraculeuse. Selon la légende, elle a visité Molenbeek, offrant le terrain sur lequel la première église du village a été construite, et aurait fait jaillir cette source sacrée en enfonçant sa crosse d'abbesse dans le sol près de l'église. Plus tard, la tradition d'un pèlerinage pour les patients souffrant d'épilepsie se développe autour de l'église Saint-Jean. Le jour de la Saint-Jean (24 juin), une procession dansante a lieu, au cours de laquelle les épileptiques peuvent être libérés de leur maladie pendant un an s'ils franchissent un pont enjambant le ruisseau Molenbeek en direction de l'église sans que leurs pieds ne touchent le sol. Un tableau de Pieter Brueghel le Jeune, datant de 1592, illustre cette procession.
Molenbeek est annexée par Bruxelles au xiiie siècle. Par conséquent, le village agricole perd une grande partie de ses terres au profit de son plus puissant voisin. En outre, son église principale est démantelée en 1578 pendant une période de domination calviniste à Bruxelles, entraînant un nouveau déclin, bien qu'elle soit ensuite reconstruite au même endroit. Son caractère demeure essentiellement rural jusqu'au xviiie siècle.

### Industrialisation
À la fin du xviiie siècle, la révolution industrielle apporte la prospérité à Molenbeek à travers le commerce et l'industrie. En 1785, la commune retrouve son statut de commune indépendante. À cette époque, Molenbeek connaît une première vague d'urbanisation avec l'apparition de rues dans les quartiers à l'ouest immédiat de la Ville de Bruxelles, telles que la rue de la Borne, la rue de la Colonne, la rue Fin, et l’actuelle rue Brunfaut.

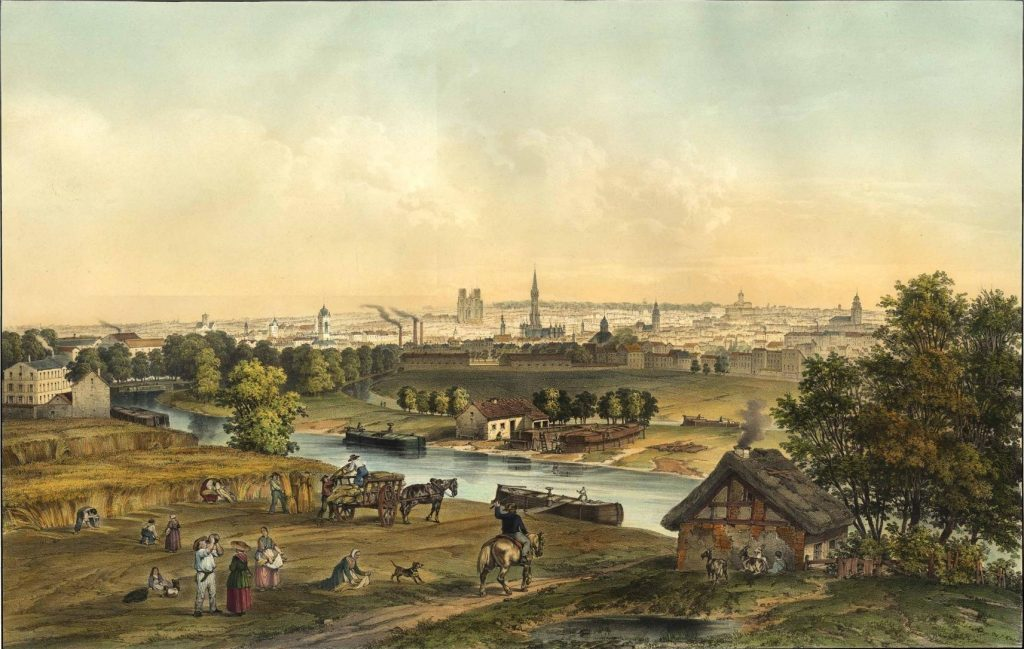
Vue de Bruxelles depuis Molenbeek le long du canal Charleroi-Bruxelles, v. 1855.

Durant le premier quart du xixe siècle, plusieurs centaines d'ouvriers sont employés dans les industries chimiques et textiles de Molenbeek. Au total, il existe cinquante entreprises à Molenbeek en 1829. L’ouverture du premier canal entre Bruxelles et Charleroi en 1832 fait largement augmenter le trafic de charbon à Molenbeek, et donc la mécanisation de l'industrie, ce qui entraîne le développement de fonderies, d'entreprises d'ingénierie et de métallurgie dans la commune.

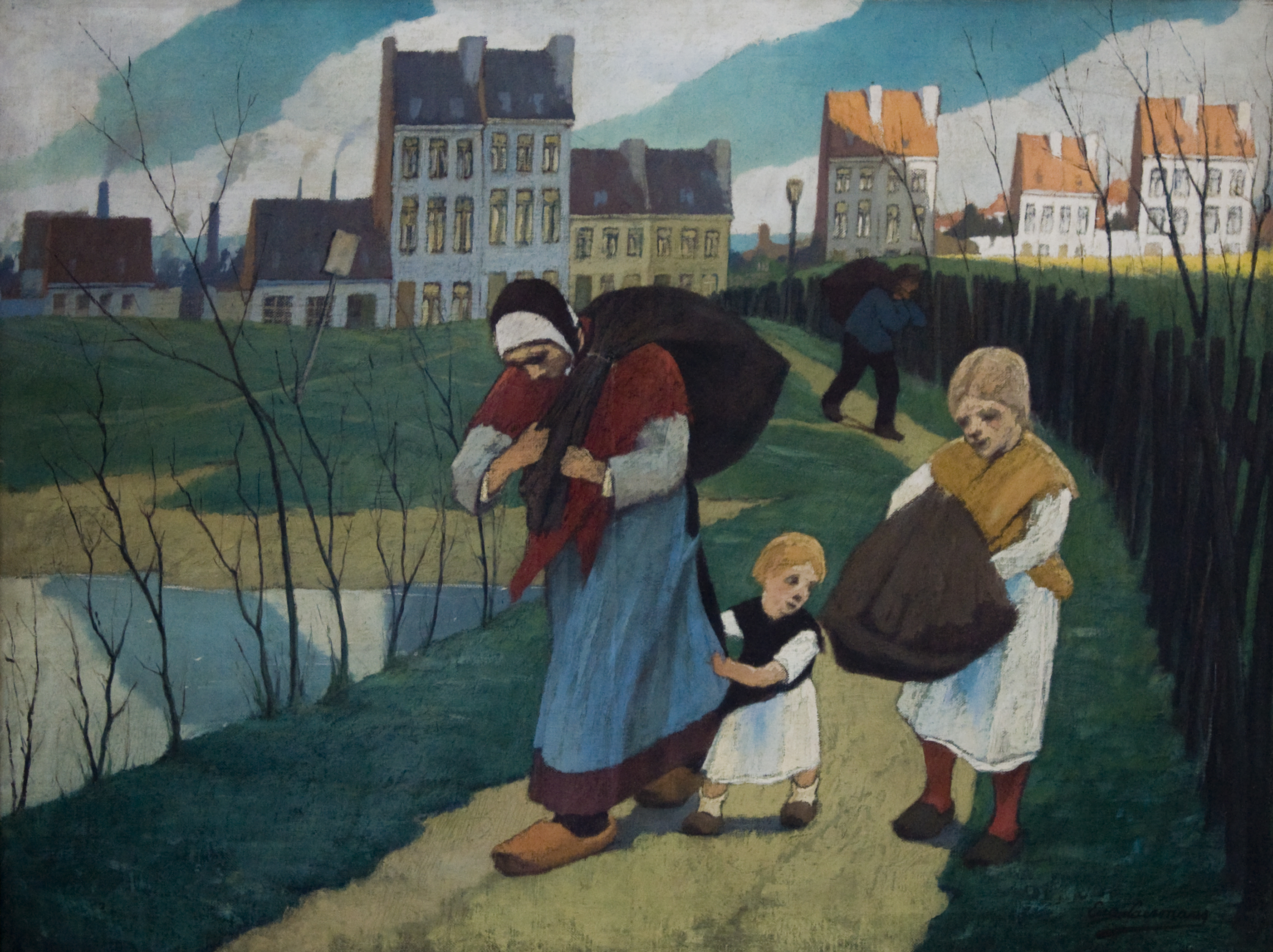
De voddenrapers [Les ramasseurs d'ordures], Eugène Laermans (1914), avec Molenbeek comme décor.

La croissance démographique se poursuit tout au long du xixe siècle. Attirés par les opportunités industrielles, de nombreux travailleurs s'y installent, d'abord provenant des autres provinces belges (principalement des ruraux originaires de Flandre) et de France, puis d'Europe du Sud, et plus récemment des pays d'Europe de l'Est et d'Afrique. Elle acquiert alors le surnom de « Petit Manchester » ou « Manchester belge » en référence à la ville du nord de l'Angleterre qui a mené l'histoire de l'industrialisation. En 1835, Molenbeek est le point de départ du premier train pour passagers sur le continent européen. À la fin du xixe siècle, Bruxelles réintègre le territoire du canal au sein de son nouveau port, qui est ainsi perdu au profit de Molenbeek.
En 1897, la ville de Bruxelles annexe la zone portuaire de Tour et Taxis ; Molenbeek perd à ce moment une partie de son territoire, de même que Laeken. Cette dernière sera définitivement rattachée à la capitale belge quelques années plus tard.

### XXeetXXIesiècles
Jusqu'au début du xxe siècle, Molenbeek est une banlieue en plein essor qui attire une importante population ouvrière. De remarquables nouveaux aménagements urbains et cités-jardins tels que la Cité Diongre sont construits à cette époque pour accueillir l'afflux de nouveaux arrivants. L'église Saint-Jean-Baptiste est également reconstruite entre 1930 et 1932 dans le style Art déco pour accueillir cette population croissante. Le déclin industriel, cependant, qui débute déjà avant la Première Guerre mondiale, s'accélère après la Grande Dépression et la Seconde Guerre mondiale.

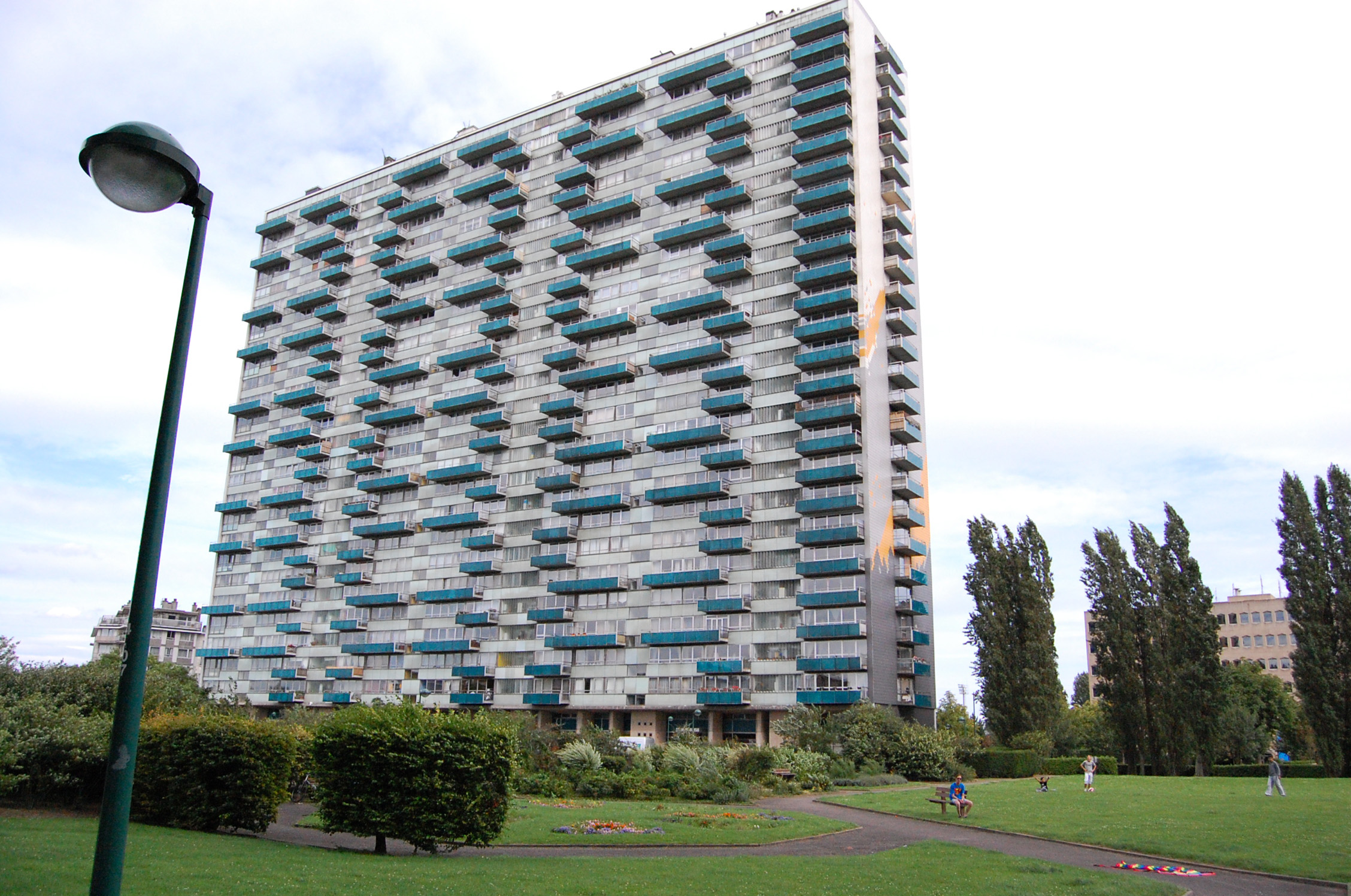
Tour L'Écluse sur le boulevard Louis Mettewie.

À la suite du déclin industriel d'après-guerre, commence alors le dépeuplement des quartiers limitrophes de la Ville de Bruxelles. Une grande partie de la population ouvrière belge d'origine, lorsque ses moyens financiers le lui permettent, quitte le bas-Molenbeek pour la seconde couronne bruxelloise en plein développement. Dans cette partie basse de la ville, de nouvelles populations immigrées s'installent, créant le tissu urbain actuel formé de quartiers industrieux aux échoppes colorées, souvent animées par une population essentiellement allochtone. Le dépeuplement n'est compensé qu'à partir des années 1960 par la construction de nouvelles zones résidentielles dans l'ouest rural de la commune. En 1990, cette expansion est arrêtée, laissant quelques bois et prairies à Molenbeek tels que le site semi-naturel du Scheutbos,. Dans cette partie haute, la commune offre de ce fait un paysage urbanistique plus résidentiel et bordé d'espaces verts.

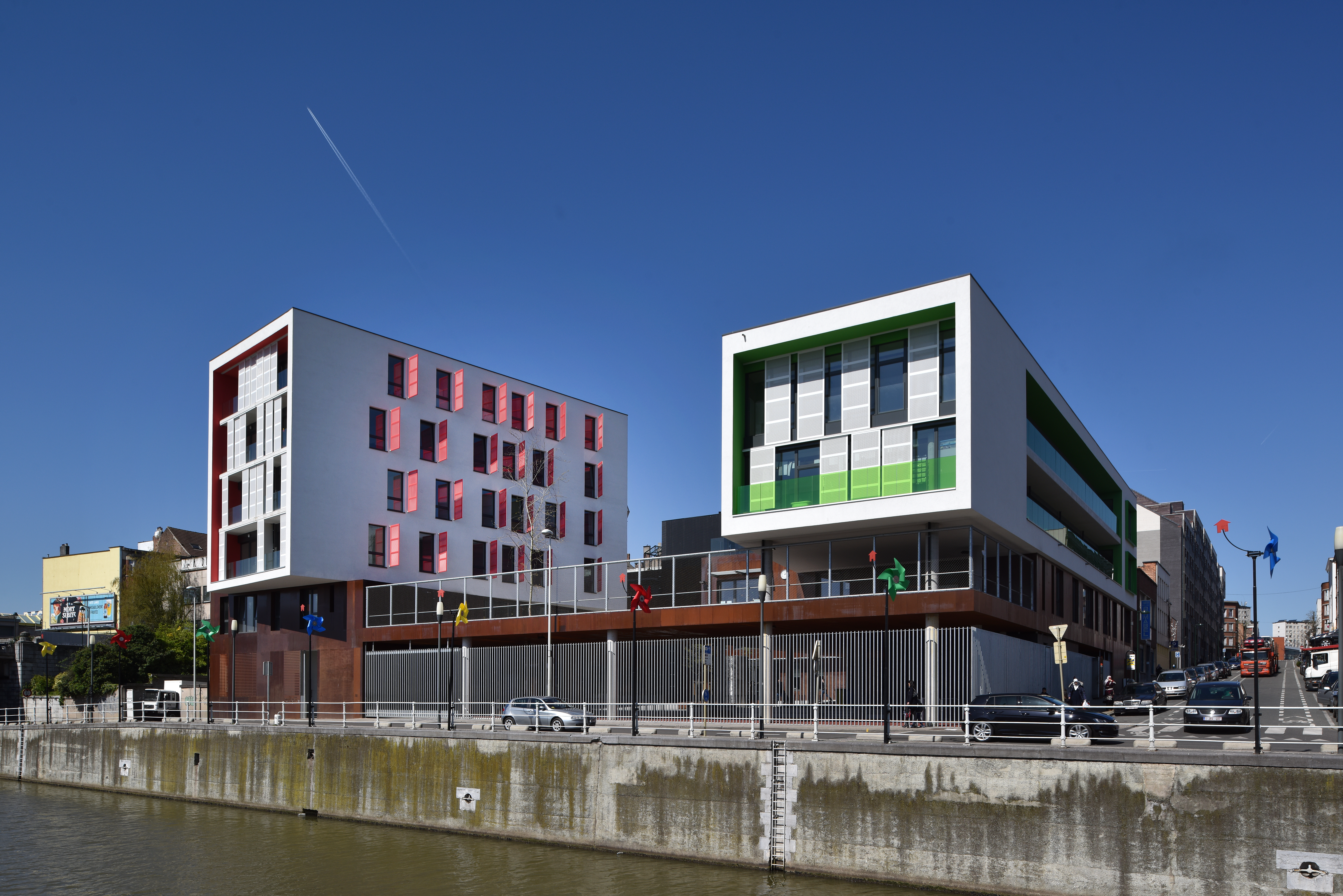
Projet Bonne-Mariemont sur le quai de Mariemont.

Là où Molenbeek était autrefois un centre d'activité industrielle intense, concentrée autour du canal et du chemin de fer, la plupart de ces industries ont disparu pour faire place à un renouvellement urbain à grande échelle basé sur la Charte moderniste d'Athènes, tels que la tour L'Écluse le long du boulevard Louis Mettewie dans la partie haute de la commune et la tour Brunfaut près du canal. De plus, les travaux de dégagement pour l'extension du métro dans les années 1970 et 1980 ont entraîné de nouvelles destructions. Malgré cela, Molenbeek a conservé son caractère jusqu'à ce jour. Ce passé industriel est encore commémoré au Musée bruxellois de l'industrie et du travail La Fonderie, construit sur le site de l'ancienne fonderie de la Compagnie des Bronzes de Bruxelles.

## Héraldique
|  | La commune possède des armoiries qui lui ont été octroyées en 1818 et confirmées le 16 mai 1839. Elles montrent Saint Jean, le saint-patron local. Comme aucune couleur originelle n'était connue, on lui a attribué les couleurs hollandaises. Elles ont été continuées après l'indépendance de la Belgique en 1830. Blasonnement : D'azur à un Saint Jean d'or. - Délibération communale : 26 mars 1838 - Arrêté de l'exécutif de la communauté : 16 mai 1839 - Moniteur belge : N° 378 de 1839 Source du blasonnement : Heraldy of the World. |

## Géographie physique et humaine

### Localisation
Molenbeek-Saint-Jean est située dans la partie centrale de la Belgique, à environ 110 kilomètres de la côte belge et à environ 180 km de la pointe sud du pays. La commune est située au cœur du plateau brabançon (nl), à environ 45 km au sud d'Anvers (Flandre) et à 50 km au nord de Charleroi (Wallonie). C'est la troisième commune la plus occidentale de la Région de Bruxelles-Capitale après Anderlecht et Berchem-Sainte-Agathe. Avec une superficie de 5,89 km2, c'est aussi une commune relativement petite de la région, se classant onzième sur dix-neuf. Elle est bordée par les communes bruxelloises d'Anderlecht, Berchem-Sainte-Agathe, Jette et Koekelberg, ainsi que par la commune flamande de Dilbeek.
| Berchem-Sainte-Agathe | Koekelberg           | Jette              |
| Dilbeek (Flandre)     | Molenbeek-Saint-Jean | Ville de Bruxelles |
|                       | Anderlecht           |                    |

### Réseau fluvial

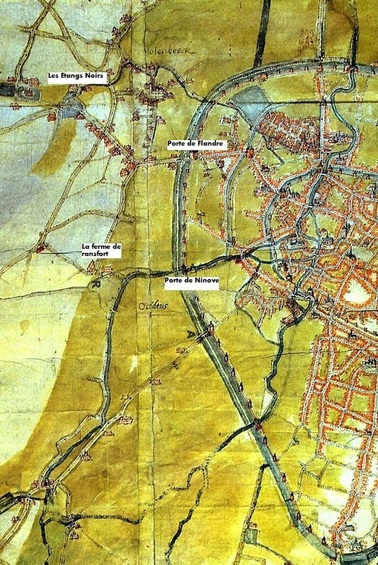
Carte de 1550. On voit dans le haut de l'image une partie du cours du Molenbeek, qui serpente d'ouest en est entre les Étangs Noirs et une espèce d'étang situé à l'intérieur des remparts de Bruxelles, d'où il repart ensuite vers le nord.

Molenbeek est sur le parcours du deuxième plus grand axe du réseau belge des voies navigables, c'est-à-dire l'axe Anvers-Bruxelles-Charleroi par l'Escaut maritime, le canal maritime et le canal Charleroi-Bruxelles.

### Quartiers
Le territoire de Molenbeek est très hétérogène et se caractérise par un mélange de quartiers plus vastes comprenant de plus petits quartiers résidentiels et (anciennement) industriels. Les zones du centre de la commune sont densément bâties et socialement défavorisés, tandis que les quartiers plus périphériques, construits pour l'essentiel après la deuxième guerre mondiale, sont plus aérés, plus verts et accueillent une population de type classe moyenne. Le quotidien britannique The Guardian décrit « des groupes de maisons proprettes de la classe moyenne inférieure, habitées par leurs propriétaires, ainsi que des appartements corrects, avec leur dose d'espaces verts, et de belles villas ». Le quartier le long du canal connaît actuellement un vaste programme de revitalisation, dans le cadre du Plan Canal de la Région de Bruxelles-Capitale.

#### Bas Molenbeek

##### Centre historique
Le centre historique de Molenbeek est le quartier central de la commune. Il s'est développé pendant la révolution industrielle le long du canal Bruxelles-Charleroi et se trouve actuellement dans une situation sociale et économique fragile en raison du déclin de son économie et de la mauvaise qualité de certains de ses logements. La maison communale de Molenbeek est située sur la place communale, au cœur de ce quartier.

##### Duchesse (Quatre-vents)

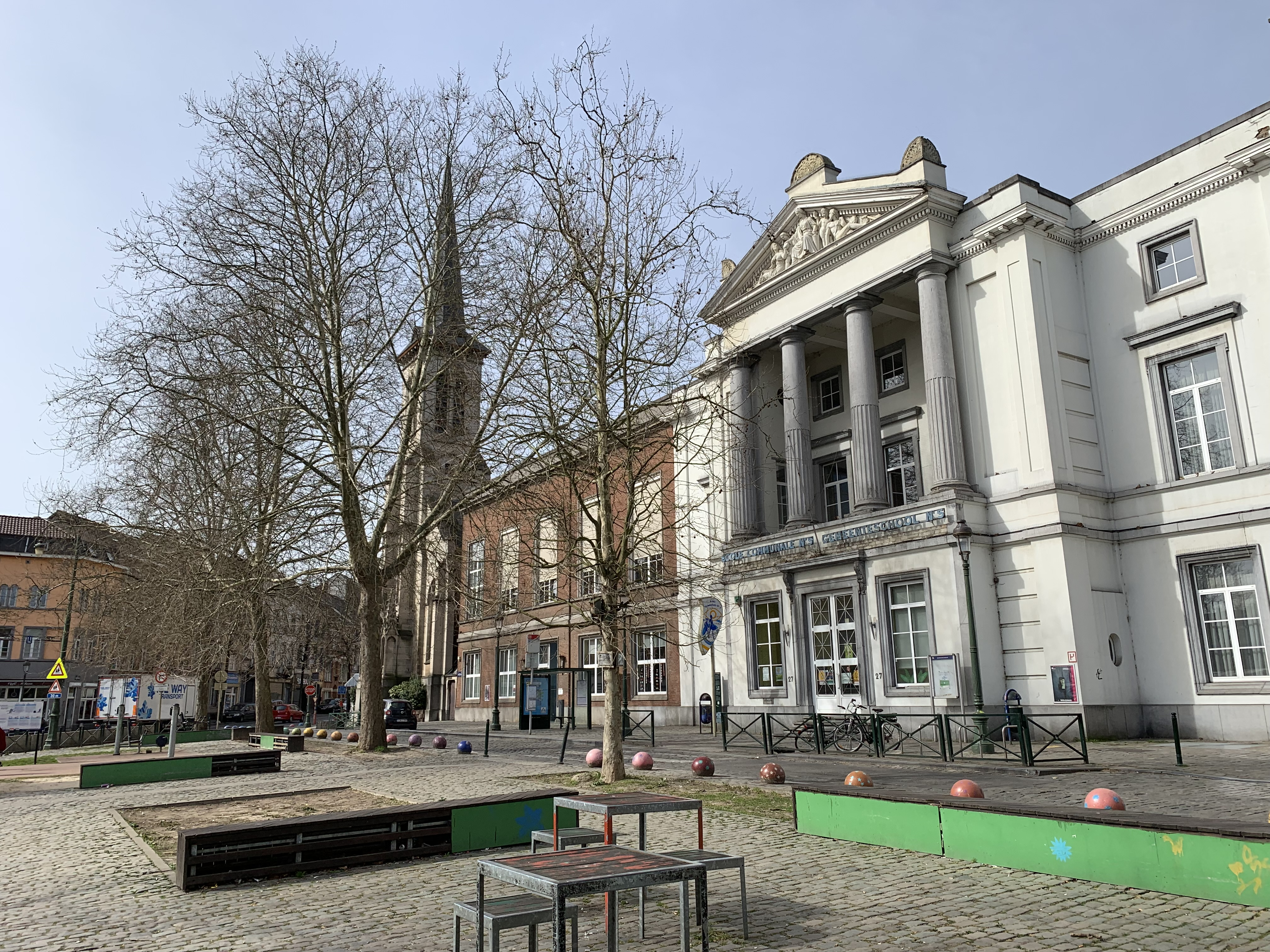
La place de la Duchesse de Brabant.

Situé au sud du centre historique de Molenbeek, ce quartier est centré sur la place de la Duchesse de Brabant. La place a été créée en 1847 sur le terrain des Hospices de Bruxelles, dont il ne reste que la façade néo-classique. Les bâtiments des Hospices abritent aujourd'hui une école primaire (école communale n°5). En 1869, l'église Sainte-Barbe y fut érigée pour le culte catholique de la nouvelle paroisse. La rue de Birmingham, la rue de Manchester, la rue de la Princesse, la rue Vanderstraeten et la rue Isidoor Teirlinck y aboutissent également.

##### Heyvaert
Situé au sud-est de Molenbeek, à proximité des Abattoirs d'Anderlecht (principal abattoir de Bruxelles) et le long du canal de Charleroi, Heyvaert fait partie du plus vaste quartier Cureghem et est délimité par la rue Nicolas Doyen, la rue de Birmingham, la place de la Duchesse de Brabant, la rue Isidoor Teirlinck, la rue Delaunoy et la rue Heyvaert (anciennement rue de l’Écluse, du fait de sa proximité avec l'écluse du canal).

##### Maritime

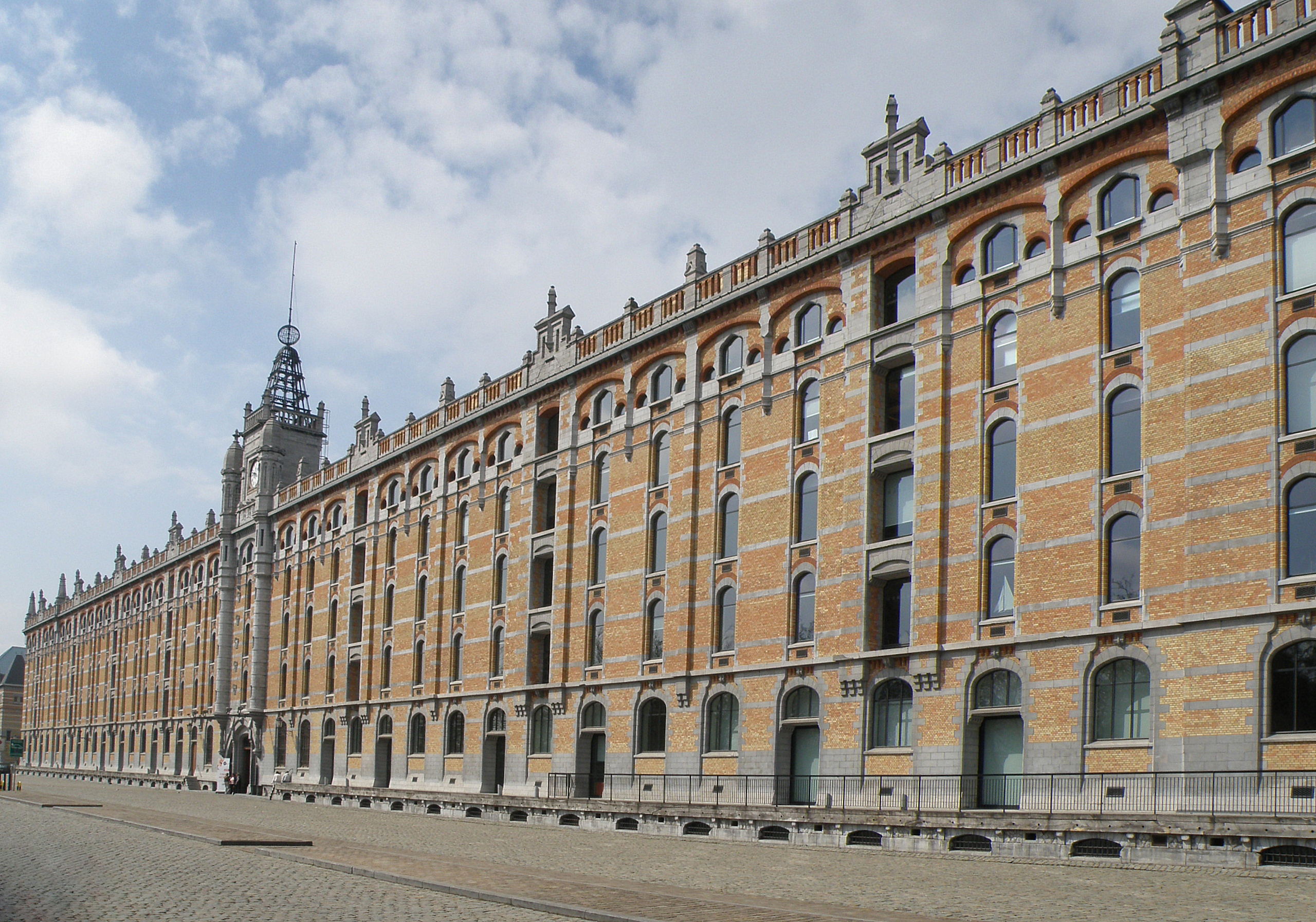
L'Entrepôt royal de Tour et Taxis.

Situé au nord de Molenbeek, le quartier Maritime est né, vers 1900, de l'implantation du port de Bruxelles et de la gare Maritime, une gare de marchandises sur le site de Tour et Taxis. Un certain nombre d'agences douanières et d'activités de manutention mêlées à des habitations confèrent au quartier un caractère diversifié. Les habitants, historiquement constitués d'ouvriers, ainsi que de petite et grande bourgeoisie, étaient également dès l'origine d'une grande diversité.

#### Haut Molenbeek

##### Karreveld
Situé au nord de la partie haute de Molenbeek, le parc Karreveld et le quartier qui l'entoure doivent leur nom de l'ancien domaine du château de Karreveld, qui s'étend aujourd'hui sur 3 ha. Il s'agit aujourd'hui d'un quartier essentiellement résidentiel situé entre l'avenue de la Liberté, la chaussée de Gand et la voie ferrée.

##### Korenbeek
Situé au nord-est de Molenbeek, Korenbeek abrite le cimetière de Molenbeek entre la chaussée de Gand et le boulevard Louis Mettewie. Ce cimetière fut inauguré le 16 août 1864 pour remplacer l'ancien cimetière paroissial autour de l'église Saint-Jean-Baptiste, devenu trop petit, et dont les derniers vestiges ont été déblayés en 1932.

##### Machtens (Marie-José)

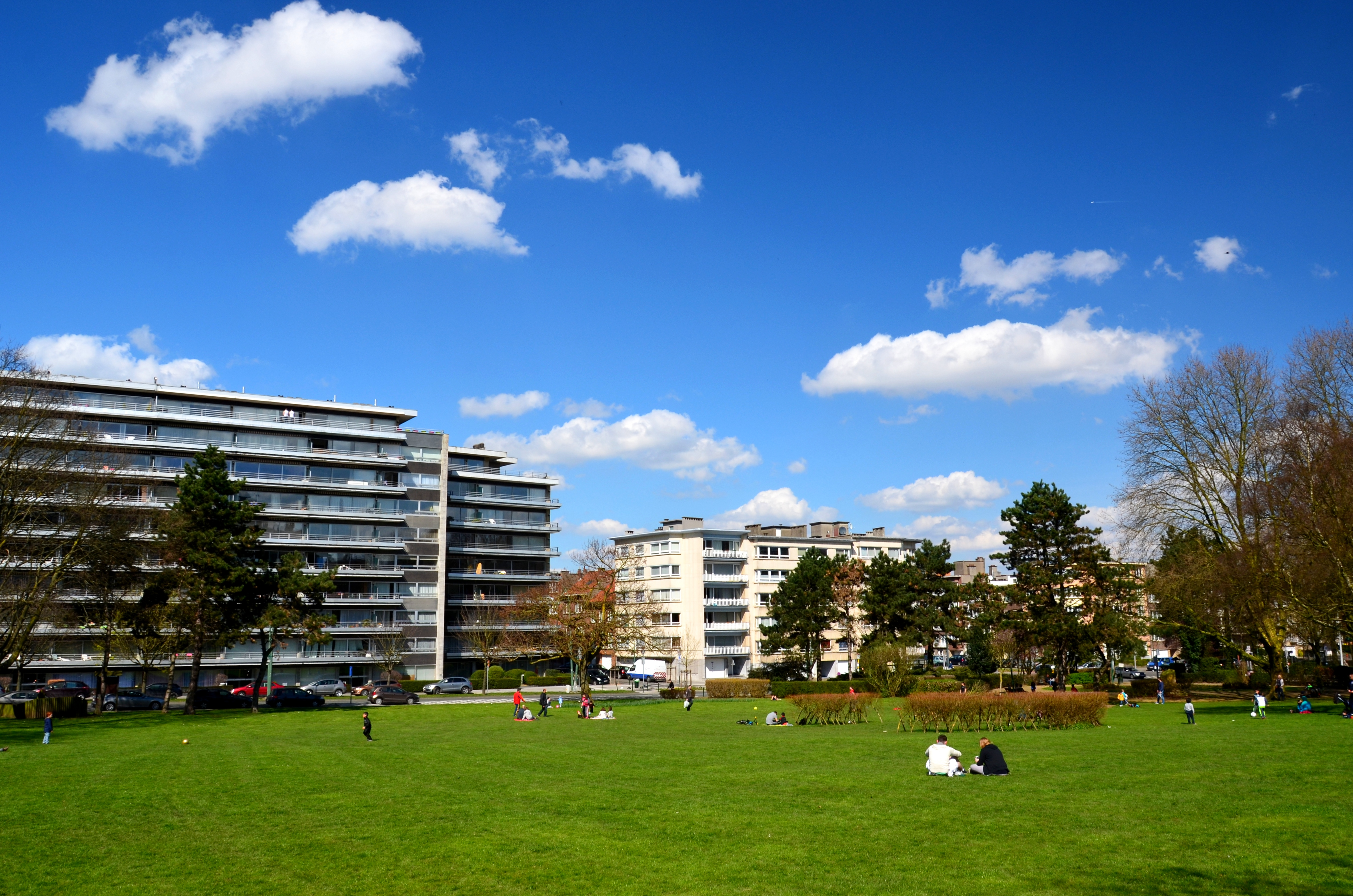
Le parc Albert.

Situé dans la partie haute de Molenbeek, ce quartier se situe dans la vallée du Maelbeek (ou Molenbeek) qui a donné son nom à la commune. À l'origine, le quartier faisait partie de l'ancien domaine d'Oostendaal. En 1920, il est racheté par la commune et partiellement aménagé en deux parcs, le parc Albert et le parc Marie-José, dans le triangle formé par le boulevard Edmond Machtens, l'avenue De Roovere et le boulevard Joseph Baeck. Ils ont été conçus par l'architecte et urbaniste Louis Van der Swaelmen et portent le nom du roi Albert Ier et de sa fille, la princesse Marie-José, dernière reine d'Italie.

##### Osseghem
Osseghem est situé dans la partie haute de Molenbeek, à l'ouest du centre historique de la commune. Le quartier était autrefois un hameau rural. Le nom est d'origine germanique et est composé de Odso + -inga + gem, signifiant « résidence des habitants d'Odso ». Un ancien chemin de campagne, l'actuelle rue d'Osseghem, qui débouchait sur la chaussée de Gand à proximité de l'actuelle station de métro Osseghem, reliait le hameau à Molenbeek et à Bruxelles.

##### Scheutbos (Mettewie)
Situé à l'extrême ouest de Molenbeek, près du boulevard Louis Mettewie, le Scheutbos (ou Scheutbosch) est le dernier espace « vert » de la commune, abritant le site semi-naturel du même nom,.

### Contexte social et économique
Certains quartiers historiques de Molenbeek connurent une transition difficile pour passer de la société industrielle à la société tertiaire. Le déclin des industries a laissé de nombreuses balafres dans le paysage urbain et de cruelles blessures dans le tissu social. Le Figaro décrit Molenbeek comme un « ghetto de misère, à six kilomètres à peine du rond-point Schuman et du QG monumental de l'Union européenne ». Tandis que le Guardian dépeint Molenbeek comme « d'un côté au bas de l'échelle [sociale], avec une nombreuse population marocaine et turque, d'un autre côté classe moyenne ». Pour les zones les plus défavorisées de la commune, des programmes spécifiques de revitalisation de quartiers sont réalisés et d'autres sont en cours,,.
Certains quartiers comme celui de la gare de l'Ouest sont dangereux à cause de leur criminalité,,. Cependant, les bourgmestres successifs refusent cette image négative de commune particulièrement touchée par la criminalité. Ainsi, Philippe Moureaux affirme en 2011, qu'« il n'y a pas de problème de vivre ensemble ». Il en veut pour preuve une criminalité en baisse en 2009. Françoise Schepmans, elle, refuse le terme de « zones de non-droit » et affirme que « la sécurité est assurée partout » dans la commune.
Pour le sénateur Alain Destexhe en revanche, la commune de Molenbeek serait une des zones de non-droit au sein de la capitale belge. Il évoque en particulier les agressions des équipes de télévision de France 3 et de la chaîne belge RTL-TVI, la difficulté qu'y rencontrent la police, les agents des compagnies de gaz ou d'électricité pour faire leur travail et les attaques régulières contre les contrôleurs de la STIB. Il dénonce aussi le fait que « la liberté élémentaire d'aller et venir portant une tenue de son choix n'existe plus ».

### Contexte politique

#### Terrorisme islamiste

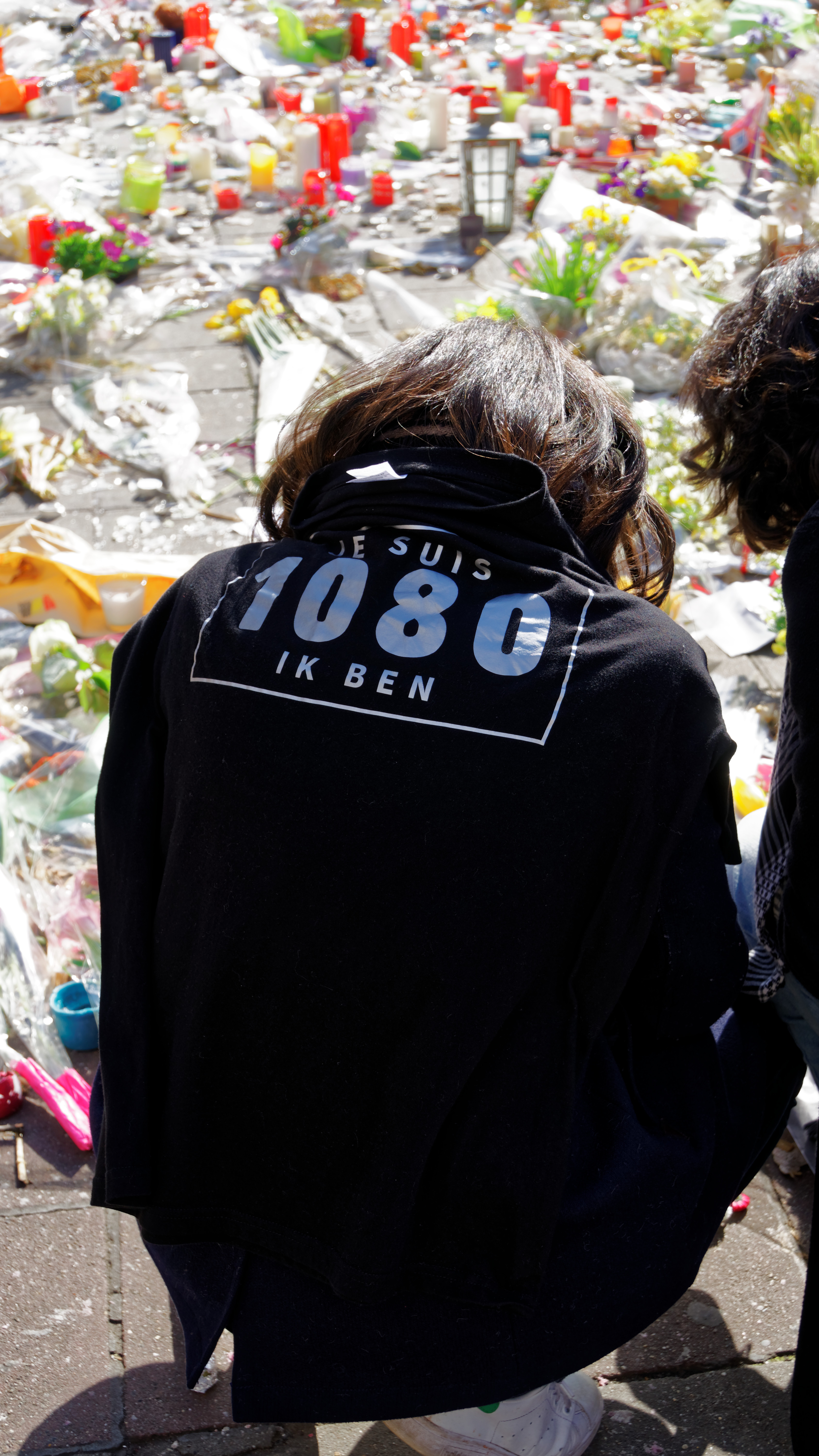
Un Molenbeekois parti se recueillir à la Bourse de Bruxelles après les attentats du 22 mars 2016.

Molenbeek connaît une forte radicalisation, et est la critique de nombreux détracteurs. Commune à forte population musulmane[Quoi ?], Molenbeek a connu une notoriété médiatique depuis les attentats de Paris de novembre 2015. Molenbeek est perçue comme un vivier du terrorisme islamiste,, « un foyer de l'islamisme radical en Belgique »,ou encore « L'étiquette de capitale du terrorisme colle à la peau de Molenbeek ». En 2005, dix ans avant les attentats, la journaliste Hind Fraihi (nl) a publié une enquête affirmant l'existence d'un foyer islamiste et d'un réseau de recrutement de djihadistes à Molenbeek, une enquête suscitant le scepticisme du bourgmestre de l'époque, Philippe Moureaux. Le leader de l'extrême-droite néerlandaise Geert Wilders a notamment déclaré en mars 2016 au sujet de Molenbeek : « c'est la bande de Gaza de l'Europe occidentale ». Début 2013, la commune comptait une quinzaine de personnes parties combattre en Syrie.

##### Terroristes issus de la commune
Les attentats qui ont touché la France et la Belgique durant les années 2000 et 2010 ont eu un ou plusieurs perpétrateurs molenbeekois ou ayant séjourné à Molenbeek :
- Abdessatar Dahmane, l'un des deux assassins du commandant Massoud[47] ;
- Youssef et Mimoun Belhadj et Hassan El Haski, organisateurs des attentats de Madrid du 11 mars 2004[48] ;
- Mehdi Nemmouche, auteur de la tuerie du Musée juif de Belgique[49],[50] du 20 mai 2014 ;
- Abdelhamid Abaaoud, cerveau de la cellule de Verviers, démantelée en janvier 2015, et un autre membre, Abdelmounaim Haddad[51] ;
- Amedy Coulibaly, l'un des auteurs des attentats de janvier 2015 en France, y avait trouvé des armes[52],[53] ;
- Ayoub El Khazzani, auteur de l'attentat du train Thalys le 21 août 2015[54] ;
- plusieurs participants aux attentats du 13 novembre 2015 en France : Brahim Abdeslam (qui s'est fait sauter avec une ceinture d'explosifs boulevard Voltaire à Paris), Salah Abdeslam[55],[56], Chakib Akrouh[57], décédé lors de l'opération policière du18 novembre 2015 à Saint-Denis, Gelel Attar, recruteur de l'État islamique[58] ;
- Salah Abdeslam, un des participants aux attentats du 13 novembre 2015 en France, est arrêté à Molenbeek le 18 mars 2016 après quatre mois de cavale. La police essuie quelques jets de bouteille durant l'opération[59],[60].

## Politique

### Politique communale

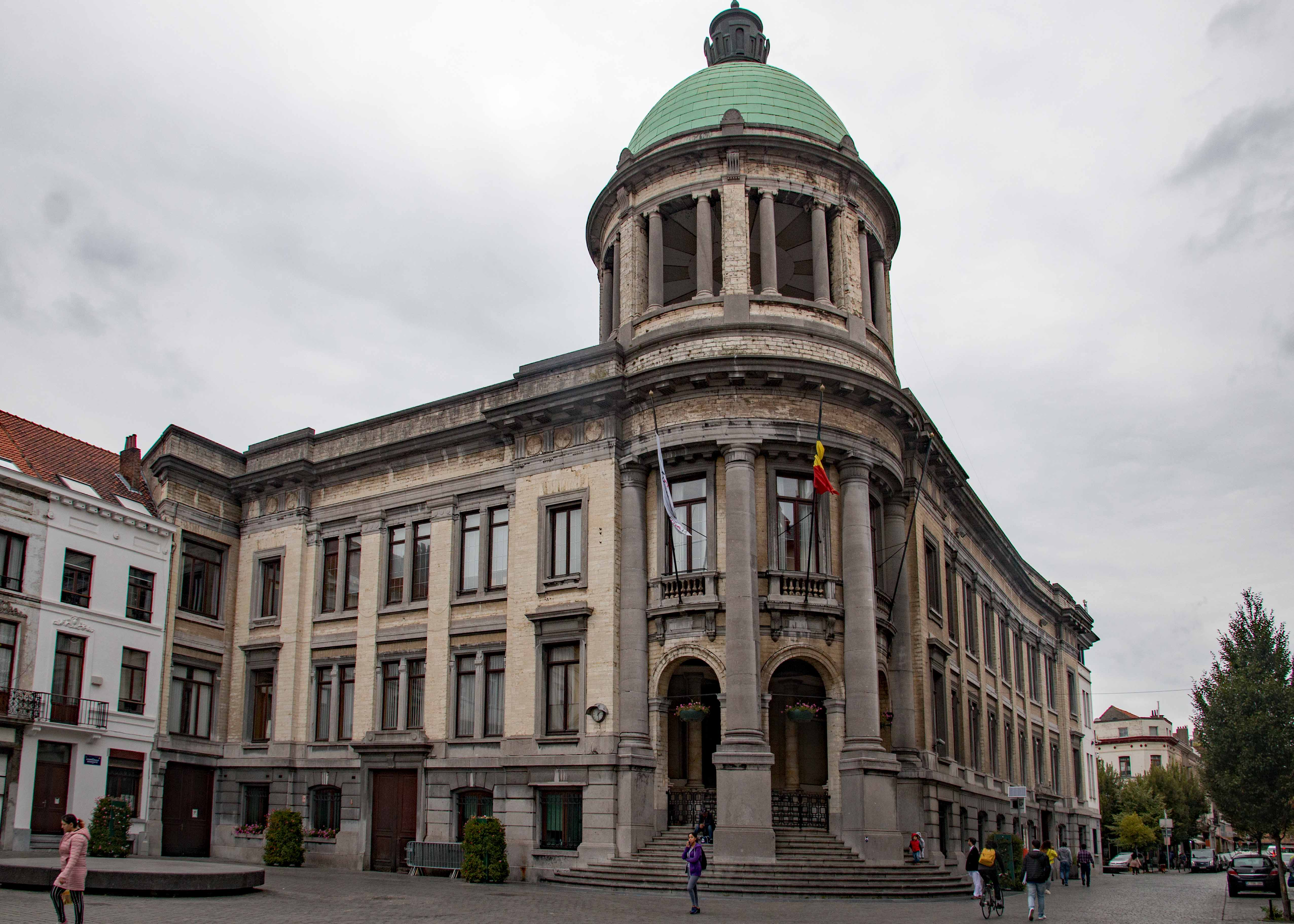
Maison communale de Molenbeek-Saint-Jean.

De 1992 à 2012, la commune est dirigée par le socialiste francophone Philippe Moureaux.
En 2012, la couleur politique change : c'est la libérale francophone Françoise Schepmans, qui prend le maiorat. La majorité est une nouvelle coalition composée du MR, des CDH-CD&V (auquel est affilié Ahmed El Khannouss, le premier échevin) et d'Ecolo-Groen. Malgré son score plus élevé lors des élections de 2012 (seize sièges, contre quinze pour le MR), le PS rejoint l'opposition et perd le maïorat après vingt ans de pouvoir, aux côtés du PTB+, du FDF, du parti ISLAM, et de la N-VA.
Lors des élections communales en 2018, Catherine Moureaux (PS), fille de l'ancien bourgmestre Philippe Moureaux, reprend le maïorat dans la commune de Molenbeek mais signe un pacte de majorité avec la bourgmestre sortante, Françoise Schepmans (MR). Le CDH-CD&V et Ecolo-Groen sont renvoyés dans l'opposition.

### Résultats lors des élections communales de 2024

#### Conseil communal de 2024
|       |                     |      |     |         |     |         |
| Parti | Parti               | %    | +/- | Sièges  | +/- | Collège |
|       | PS-Vooruit          | 23,1 | 8,3 | 12 / 45 | 5   | Oui     |
|       | PTB-PVDA            | 22,2 | 8,6 | 11 / 45 | 4   | Oui     |
|       | MR-Open VLD         | 17,1 | 6,9 | 8 / 45  | 5   | Non     |
|       | Team Fouad Ahidar   | 14,6 | Nv  | 7 / 45  | Nv  | Non     |
|       | Molenbeek Autrement | 9,4  | Nv  | 4 / 45  | Nv  | Oui     |
|       | Ecolo-Groen         | 6,5  | 1,7 | 2 / 45  | 1   | Non     |
|       | LE-CD&V             | 4,7  | 3,7 | 1 / 45  | 2   | Non     |
| Total | Total               | 100  | 100 | 49      | 49  | 30      |

| Collège communal   |                     |                                |
| ------------------ | ------------------- | ------------------------------ |
| Bourgmestre        | Catherine Moureaux  | PS - PS-AVANT                  |
| 1er Échevin        | Dirk De Block       | PTB-PVDA                       |
| 2e Échevin         | Amet Gjanaj         | PS - PS-AVANT                  |
| 3e Échevine        | Josiane Dostie      | PTB-PVDA                       |
| 4e Échevin         | Abdelkarim Haouari  | Les Engagés - Les Engagés CD&v |
| 5e Échevine        | Saliha Raiss        | Vooruit - PS-AVANT             |
| 6e Échevin         | Mohammed El Bouzidi | PTB-PVDA                       |
| 7e Échevin         | Mohammed Kalandar   | PS-AVANT                       |
| 8e Échevin         | Oumar Diallo        | PTB-PVDA                       |
| Présidente du CPAS | Gérardine Bastin    | MR - MR-VLD                    |

### Résultats des élections communales depuis 1976

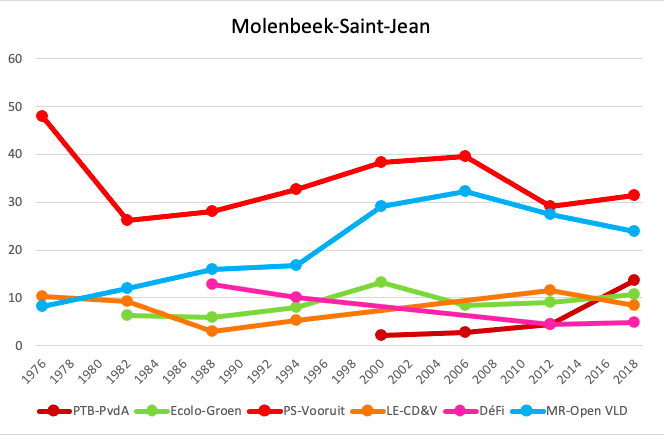
Evolution des résultats électoraux au conseil communal de Molenbeek.

| Partis                     | Partis         | Partis                 | 1976  | 1976  | 1982  | 1982  | 1988  | 1988  | 1994  | 1994  | 2000  | 2000  | 2006  | 2006  | 2012  | 2012  | 2018  | 2018  | 2024  | 2024  |
| Votes / Sièges             | Votes / Sièges | Votes / Sièges         | %     | 39    | %     | 41    | %     | 41    | %     | 39    | %     | 41    | %     | 41    | %     | 45    | %     | 45    | %     | 45    |
| -------------------------- | -------------- | ---------------------- | ----- | ----- | ----- | ----- | ----- | ----- | ----- | ----- | ----- | ----- | ----- | ----- | ----- | ----- | ----- | ----- | ----- | ----- |
| Extrême Gauche             |                | PTB-PVDA               | 0,75  | 0     | 0,3   | 0     | 0,4   | 0     | 0,7   | 0     | 2,17  | 0     | 2,84  | 0     | 4,52  | 1     | 13,61 | 7     | 22,2  | 11    |
| Ecologistes                |                | Ecolo                  | -     |       | 6,33  | 2     | 5,9   | 2     | 8,0   | 3     | 13,25 | 5     | 8,34  | 3     | 9,06  | 4     | 8,18  | 3     | 6,5   | 2     |
| Ecologistes                |                | Groen                  | -     |       | -     |       | -     |       | -     |       | -     |       | -     |       | -     |       | 2,43  | 0     | 6,5   | 2     |
| Socialistes                |                | PS                     | 47,84 | 22    | 22,8  | 12    | 28    | 14    | 32,7  | 16    | 38,2  | 18    | 39,5  | 19    | 29,2  | 16    | 31,3  | 17    | 23,1  | 12    |
| Socialistes                |                | Vooruit                | -     |       | 3,45  | 1     | 28    | 14    | 32,7  | 16    | 38,2  | 18    | 39,5  | 19    | 29,2  | 16    | 31,3  | 17    | 23,1  | 12    |
| Chrétiens-Démocrates       |                | LE                     | 4,94  | 1     | 3,04  | 0     | 3,04  | 0     | 5,2   | 1     | -     |       | -     |       | 11,61 | 6     | 8,39  | 3     | 4,7   | 1     |
| Chrétiens-Démocrates       |                | CD&V                   | 5,33  | 1     | 6,23  | 2     | -     |       | -     |       | -     |       | -     |       | 11,61 |       | 8,39  | 3     | 4,7   | 1     |
| Fédéralistes Francophones  |                | DéFi                   | -     |       | -     |       | 12,8  | 5     | 10,1  | 4     | -     |       | -     |       | 4,47  | 1     | 4,76  | 1     |       |       |
| Libéraux                   |                | MR                     | 8,13  | 3     | 12,02 | 5     | 15,9  | 7     | 16,8  | 7     | 29,08 | 14    | 32,22 | 16    | 27,33 | 15    | 23,96 | 13    | 17,1  | 8     |
| Nationalistes Flamands     |                | Volksunie              | -     |       | 2,69  | 0     | -     |       | 1,36  | 0     | 2,09  | 0     | -     |       | -     |       | -     |       |       |       |
| Nationalistes Flamands     |                | N-VA                   | -     |       | -     |       | -     |       | -     |       | -     |       | -     |       | 4,00  | 1     | 3,38  | 1     |       |       |
| Extrême Droite Flamande    |                | Vlaams Belang          | -     |       | 2,05  | 0     | 3,3   | 0     | 5,2   | 1     | 7,66  | 2     | 6,53  | 2     | 2,28  | 0     | -     |       |       |       |
| Extrême Droite Francophone |                | FN                     | -     |       | -     |       | 4,0   | 1     | 16,6  | 7     | 6,11  | 2     | 4,05  | 1     | -     |       | -     |       |       |       |
| Islamisme                  |                | ISLAM                  | -     |       | -     |       | -     |       | -     |       | -     |       | -     |       | 4,12  | 1     | 1,80  | 0     |       |       |
|                            |                | Team Fouad Ahidar      |       |       |       |       |       |       |       |       |       |       |       |       |       |       |       |       | 14,6  | 7     |
|                            |                | SDM                    | -     |       | -     |       | 5,3   | 1     | -     |       | -     |       | -     |       | -     |       | -     |       | -     |       |
|                            |                | UDRT-RAD               | -     |       | 4,24  | 1     | -     |       | -     |       | -     |       | -     |       | -     |       | -     |       | -     |       |
|                            |                | VEM                    | 7,37  | 2     | -     |       | -     |       | -     |       | -     |       | -     |       | -     |       | -     |       | -     |       |
|                            |                | Autres(*)              | 2,95  |       | 3,31  |       | 2,1   |       | 3,34  |       | 1,4   |       | 6,51  |       | 3,34  |       | 2,15  |       |       |       |
|                            |                | Total des votes        | 38213 | 38213 | 32384 | 32384 | 28849 | 28849 | 27036 | 27036 | 30271 | 30271 | 37423 | 37423 | 39353 | 39353 | 41255 | 41255 | 39029 | 39029 |
|                            |                | Participation %        | 94,78 | 94,78 | 93,28 | 93,28 | 92,8  | 92,8  | 94,9  | 94,9  | 81,61 | 81,61 | 86,46 | 86,46 | 81,39 | 81,39 | 82,86 | 82,86 | 76,63 | 76,63 |
|                            |                | Votes blancs ou nuls % | 5,21  | 5,21  | 6,72  | 6,72  | 7,2   | 7,2   | 5,1   | 5,1   | 6,77  | 6,77  | 7,61  | 7,61  | 8,85  | 8,85  | 6,26  | 6,26  | 5,93  | 5,93  |

 (*)1976: UPM-PEM 1982: FNK,UPM-PEM 1988:PFN, EVA 1994: CVP,MERCI 2000: DB,FNB 2006: Force Citoyenne, spirit&indép,PJM 2012: PP, Egalité 2018 : Cit EUR M3E, Molenbeek act

### Bourgmestres

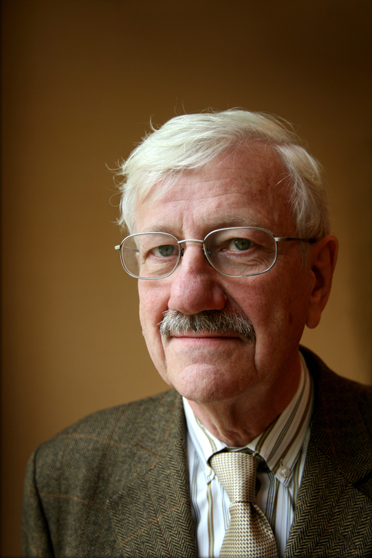
Philippe Moureaux était bourgmestre de Molenbeek de 1992 à 2012.

| Nom                | Date de début | Date de fin | Durée  | Parti | Parti   |
| ------------------ | ------------- | ----------- | ------ | ----- | ------- |
| Louis Mettewie     | 1914          | 1938        | 24 ans |       | Libéral |
| Edmond Machtens    | 1938          | 1978        | 40 ans |       | PSB     |
| Marcel Piccart     | 1978          | 1989        | 11 ans |       | PS      |
| Marcel Piccart     | 1978          | 1989        | 11 ans | FDF   |         |
| Léon Spiegels      | 1989          | 1992        | 3 ans  |       | PRL     |
| Philippe Moureaux  | 1992          | 2012        | 20 ans |       | PS      |
| François Schepmans | 2012          | 2018        | 6 ans  |       | MR      |
| Catherine Moureaux | 2018          | En cours    | 4 ans  |       | PS      |

### Sièges d'institutions politiques
Molenbeek-Saint-Jean accueille sur son territoire deux importantes institutions politiques : d'une part le Ministère de la Fédération Wallonie-Bruxelles, d'autre part Wallonie-Bruxelles International (WBI), qui est « l’organisme chargé des relations internationales de Wallonie-Bruxelles ».

## Démographie

### Population et densité
Molenbeek-Saint-Jean comptait, au 1er janvier 2024, 97 950 habitants (49,8 % d'hommes et 50,2 % de femmes), soit une densité de 16 728,18 hab./km2 pour une superficie de 5,89 km2.

### Croissance de la population
| Habitants                       | 1 632  | 1 845  | 4 142  | 12 065 | 15 994 | 24 333 | 37 292 | 41 737 | 48 723 | 58 445 | 72 783 | 71 225 | 64 775 | 63 922 | 63 528 | 68 411 |
| Index                           | 100    | 113    | 254    | 739    | 980    | 1491   | 2285   | 2557   | 2985   | 3581   | 4460   | 4 364  | 3 969  | 3 917  | 3 893  | 4 192  |
| Année                           | 1980   | 1990   | 2000   | 2010   | 2015   | 2018   | 2019   | 2020   | 2021   | 2022   | 2023   | 2024   |        |        |        |        |
| Habitants                       | 70 958 | 68 904 | 71 219 | 88 181 | 95 576 | 97 005 | 97 462 | 97 979 | 98 112 | 97 697 | 98 270 | 98 365 |        |        |        |        |
| Index                           | 4 348  | 4 222  | 4 364  | 5 403  | 5 856  | 5 944  | 5 972  | 6 003  | 6 011  | 5 986  | 6 021  | 6 027  |        |        |        |        |
| chiffres INS – 1806 = Index 100 |        |        |        |        |        |        |        |        |        |        |        |        |        |        |        |        |

Graphe de l'évolution de la population de la commune.
- Source : DGS - Remarque : 1806 jusqu'à 1981 = recensement ; depuis 1990 = nombre d'habitants chaque 1er janvier[4]

### Commune multiculturelle

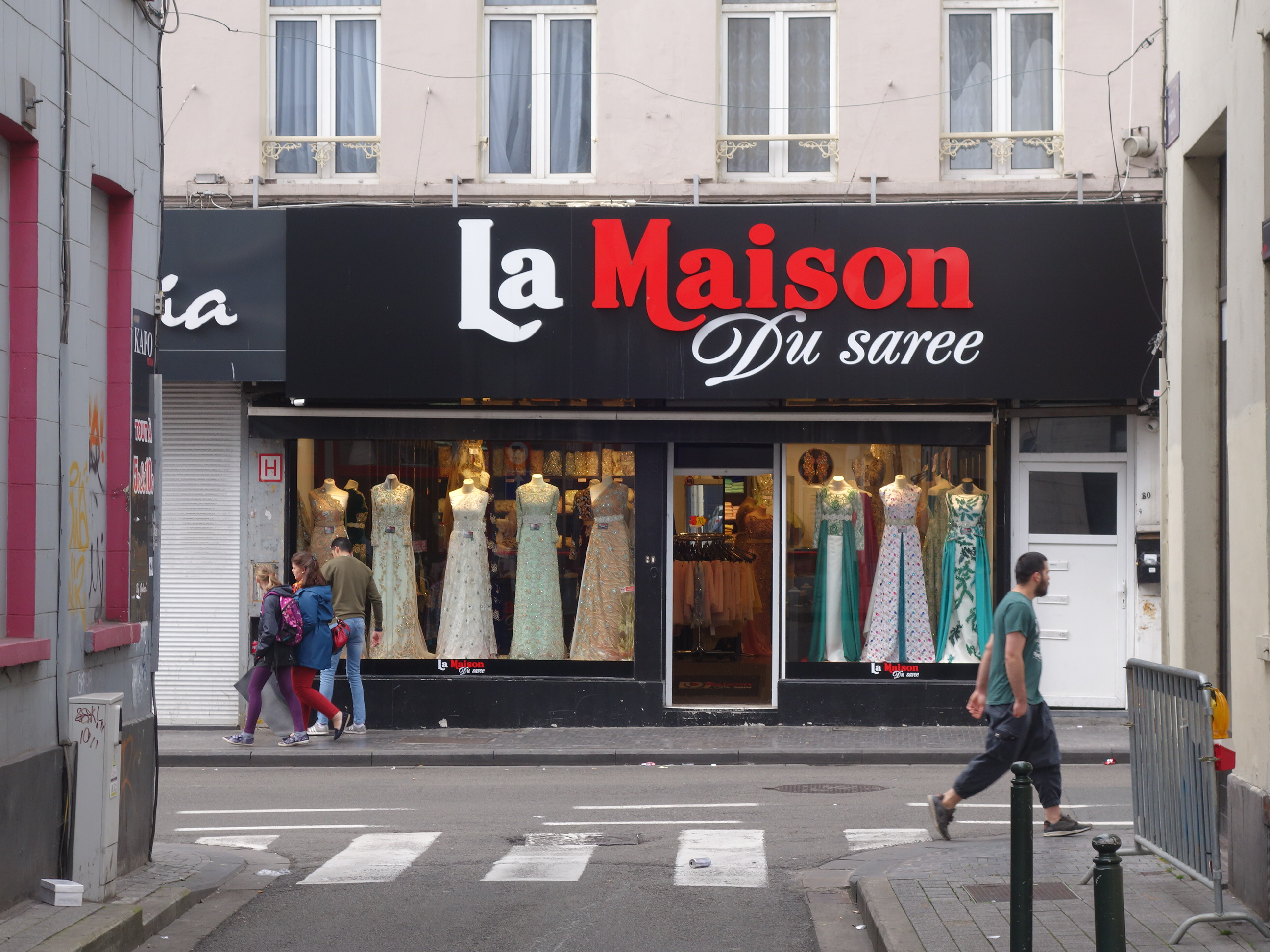
La Maison du Saree, une boutique située sur la Chaussée de Gand spécialisée dans la vente de tissus et vêtements pour événements traditionnels marocains.

Dès les années 1800, Molenbeek voit l'installation de Belges flamands et francophones. Elle accueille aussi des personnes considérées comme des « agitateurs politiques » français, qui viennent s'y établir.
Durant les siècles suivants viennent s'installer des communautés d'Italiens, d'Espagnols, de Portugais, suivies plus tard par des Arméniens, Marocains, Turcs, Pakistanais, Africains et des populations des pays de l'Europe de l'Est (Pologne, Roumanie, Serbie, Ukraine,).

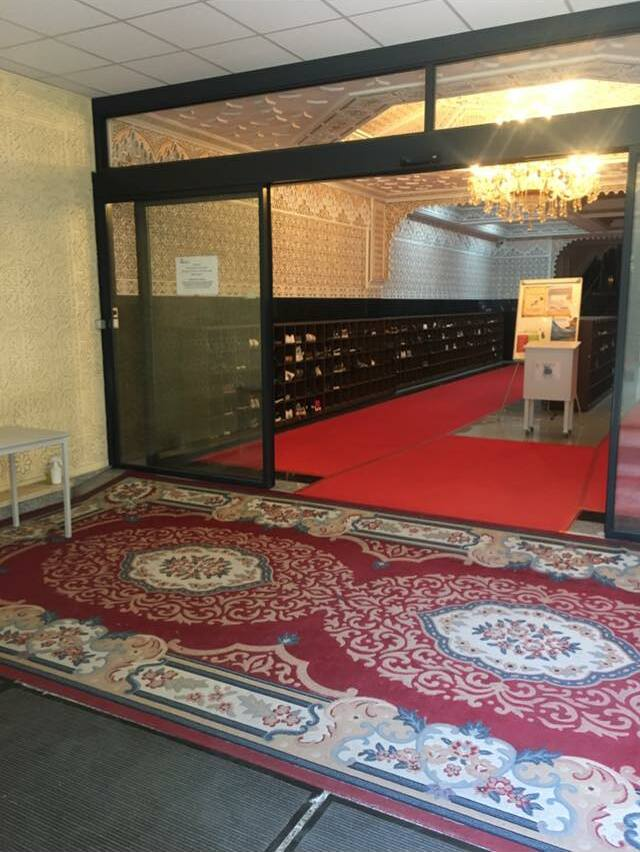
Entrée de la mosquée al Khalil, plus grande mosquée de Belgique, située à Molenbeek.

Dans les années 1950 et 1960, une importante communauté marocaine, principalement venue du Rif, s'installe dans la commune,. Dans les années 2010, Molenbeek devient une commune à forte population marocaine musulmane. Aujourd'hui, plus de la moitié des Molenbeekois sont d'origine marocaine,,. En 2013, la communauté musulmane représentait 40 % de la population de la commune bruxelloise. Plus de la moitié de cette communauté molenbeekoise est originaire du Maroc, principalement du nord (Tanger, Tétouan et le Rif).
Dans le contexte de la guerre en Ukraine, la commune s'inscrit dans la démarche des autorités fédérales pour apporter le soutien nécessaire aux personnes arrivant en Belgique en provenance d'Ukraine.

#### Population belge d'origine étrangère
| Pays de naissance                                     | Population |
| Maroc                                                 | 25 839     |
| Roumanie                                              | 2 093      |
| Pologne                                               | 1 930      |
| Espagne                                               | 942        |
| France                                                | 891        |
| Source : IBSA Brussels, chiffres au 1er janvier 2015. |            |

#### Population étrangère
| Nationalité                                           | Population |
| Maroc                                                 | 5 530      |
| Roumanie                                              | 4 141      |
| Espagne                                               | 2 652      |
| Syrie                                                 | 2 074      |
| France                                                | 1 964      |
| Italie                                                | 1 529      |
| Ukraine                                               | 1 321      |
| Pologne                                               | 793        |
| République démocratique du Congo                      | 730        |
| Portugal                                              | 675        |
| Source : IBSA Brussels, chiffres au 1er janvier 2024. |            |

## Lieux culturels et religieux

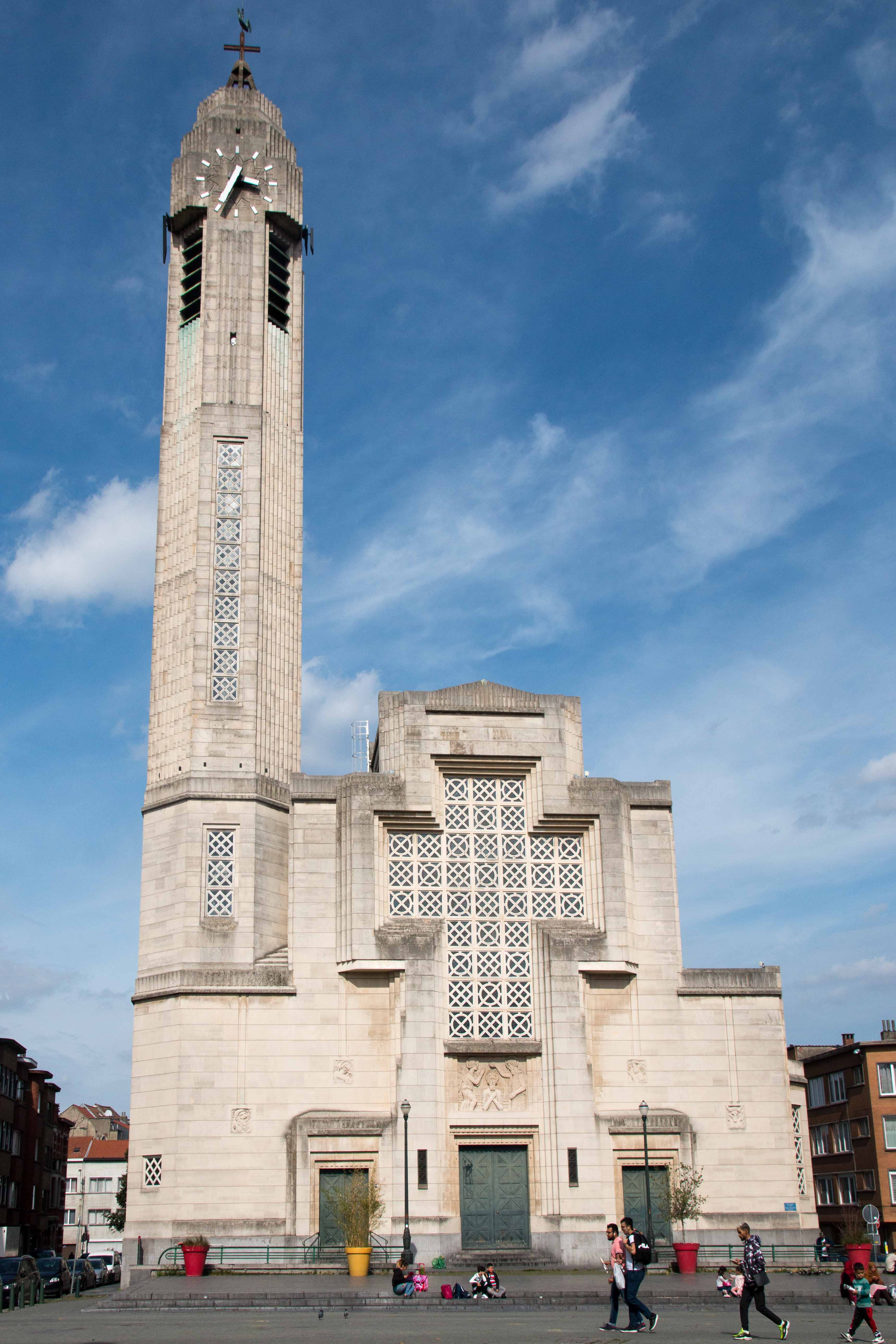
Église Saint-Jean-Baptiste.

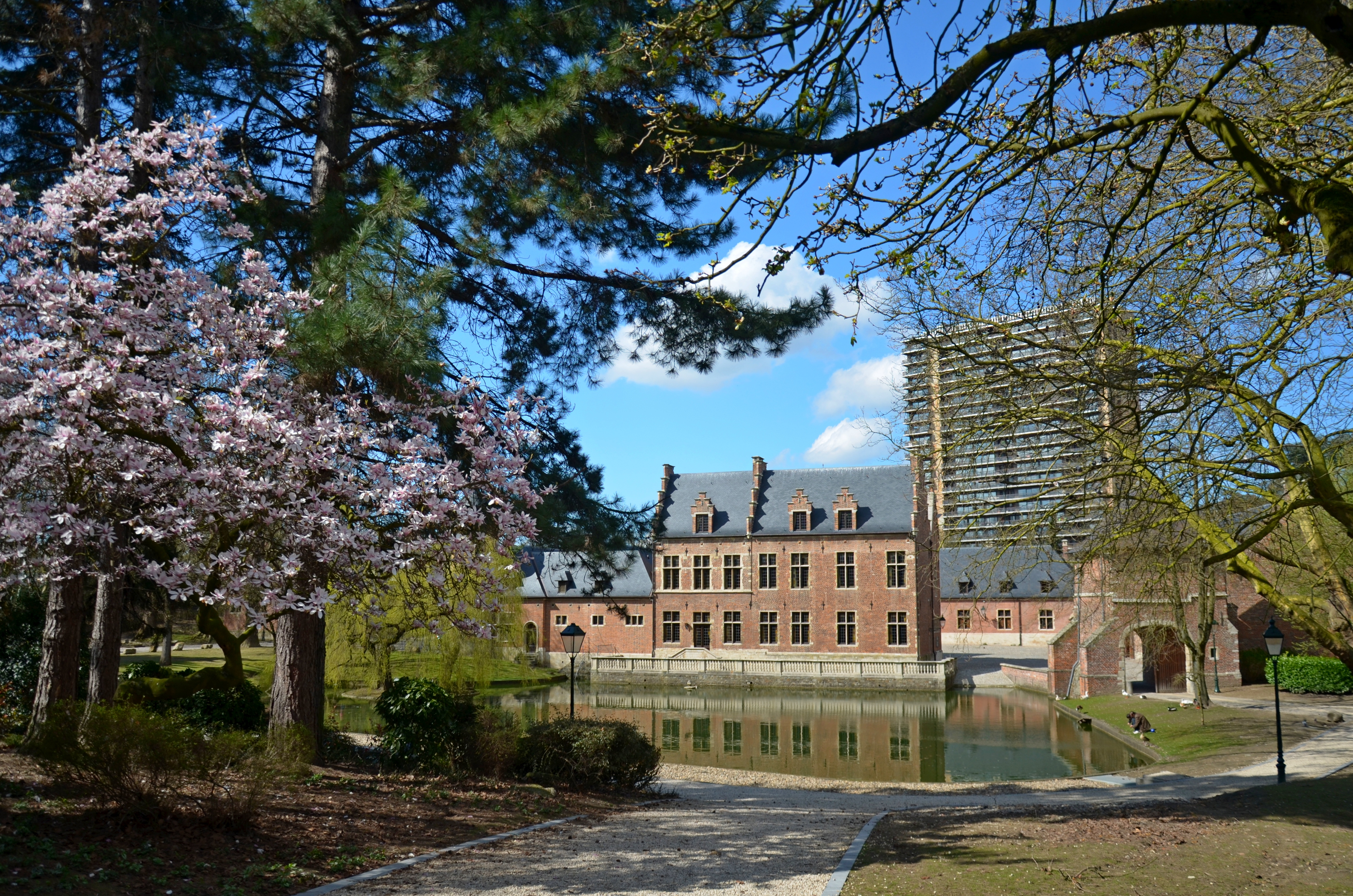
Château du Karreveld.

Molenbeek-Saint-Jean possède un riche patrimoine culturel et architectural,. C'est par exemple à la chaussée de Gand que prend naissance le cinéma belge. Plusieurs films dont La Fille de Delft mais aussi le prémonitoire Maudite soit la guerre ont été tournés dans l'environnement des studios du château du Karreveld.
- La Raffinerie : ancienne raffinerie sucrière (Graeffe) réinvestie en lieu culturel à la fin des années 1970 par Frédéric Flamand, qui l'a baptisée « Plan K ». Le bâtiment appartient à la Communauté française de Belgique qui l'a entièrement rénové. « La Raffinerie » est confiée à la gestion de Charleroi/Danses et est aujourd'hui consacrée essentiellement à la danse contemporaine.
- L'église Saint-Jean-Baptiste est un vaste édifice religieux catholique (et paroisse) de style Art déco, construit en 1932, en lieu et place d'une église plus ancienne devenue vétuste.
- Musée bruxellois de l'industrie et du travail La Fonderie[81].
- Le Château du Karreveld. Ce bâtiment historique de la commune, plongé dans un magnifique parc, est un lieu culturel depuis de très nombreuses années. Au début du XXe siècle, il a accueilli la naissance officielle du "Cinéma belge"[80]. À la demande de Charles Pathé (Pathé Cinéma), le Belge Alfred Machin y crée le premier studio de cinéma du pays, doublé d'un atelier pour la construction des décors et d'un mini jardin zoologique où l'on trouve des ours, des panthères, des chameaux et d'autres animaux exotiques… servant de « figurants » dans les films. (Les deux premiers longs métrages belges conservés à la cinémathèque y ont été tournés : La Fille de Delft et le tristement prémonitoire Maudite soit la guerre.) Depuis 1993, chaque été, le château du Karreveld, se transforme en salle de spectacle et accueille des spectacles de théâtre. Depuis 1999, cette manifestation est devenue le Festival Bruxellons!, qui propose, chaque été, une trentaine de spectacles pour un total d'environ 100 représentations. La programmation est centrée sur les artistes belges et sur une dynamique de théâtre populaire voulant faire partager le meilleur du théâtre avec le plus grand nombre.
- Dans la continuité de son rôle de berceau du cinéma belge, Molenbeek accueille la Cinémathèque de la Fédération Wallonie-Bruxelles, qui conserve plus de 8000 titres[82],[83]
- La Maison des Cultures et de la Cohésion sociale : centre culturel inauguré en juin 2006, situé dans la structure du spacieux bâtiment de l'académie de dessin, au cœur du quartier Rive Gauche. Ce centre, initié par Philippe Moureaux dans le cadre du Programme européen Objectif II, organise des activités interculturelles pour favoriser la rencontre des habitants du quartier par le biais d'activités valorisant les richesses culturelles (fêtes communautaires, ateliers créatifs, rencontres intergénérationnelles, ciné club…). Ce centre a aussi pour but de jouer un rôle de cohésion sociale. Le centre intègre également les collections du Musée communal, consacré aux collections qui mettent en valeur le passé industriel de la commune et une association muséale. Le projet porte sur les cultures, volontairement accordées au pluriel afin d'inviter un maximum au décloisonnement et au dialogue par la valorisation de l'expression interculturelle. Ce centre a été dédié comme l'un des opérateurs[84] pour la Fête de la musique en Communauté française. Le bâtiment est, depuis 2004, reconnu comme monument et site par le gouvernement de Bruxelles-Capitale.
- Smoners : un centre de médiation socio-culturelle de différentes pratiques artistiques créé par Ben Hamidou. L’association a pu se développer grâce à un contrat de quartier lancé dans la commune.
- La commune compte (en 2016) 22 mosquées[85], dont la mosquée al Khalil, la plus grande mosquée de Bruxelles. Nombre d'associations culturelles musulmanes y ont leur siège.[réf. souhaitée]
- Le MIMA, Millennium Iconoclast Museum of Art, musée consacré à la culture 2.0 et à l'art urbain, ouvert au printemps 2016 et premier musée du genre en Europe[86].

## Économie
Molenbeek-Saint-Jean accueille plusieurs entreprises d'importance, qui y ont pour certaines leur siège central. Notamment :
- le siège et les studios de la chaîne de radio et télévision BX1[87] ;
- le siège social du groupe financier anversois KBC Groupe s.a.[88] ;

- le siège social de la mutualité Partenamut[89],[90] ;
- le siège social des laboratoires pharmaceutiques SMB[91] ;

- le siège belge de la société australienne Cash Converters[92],[93] ;
- le groupe allemand Meininger a ouvert en 2013 un hôtel à Molenbeek[94],[95],[96] ;
- de 1883 à 2020, Molenbeek a accueilli le siège social de la S.A. Delhaize, chaîne belge de supermarchés[97],[98] ;
- de 1954 à 2022, Molenbeek a accueilli le siège social de Morgan Belgium, importateur des voitures de sport britanniques Morgan[99].

## Enseignement
Enseignement primaire :
- dix-sept écoles communales fondamentales francophones ;
- six écoles communales fondamentales néerlandophones.

Enseignement secondaire :
- Athénée royal Serge Creuz (francophone) ;
- Atheneum Toverfluit[101],[102] (néerlandophone).

## Sports

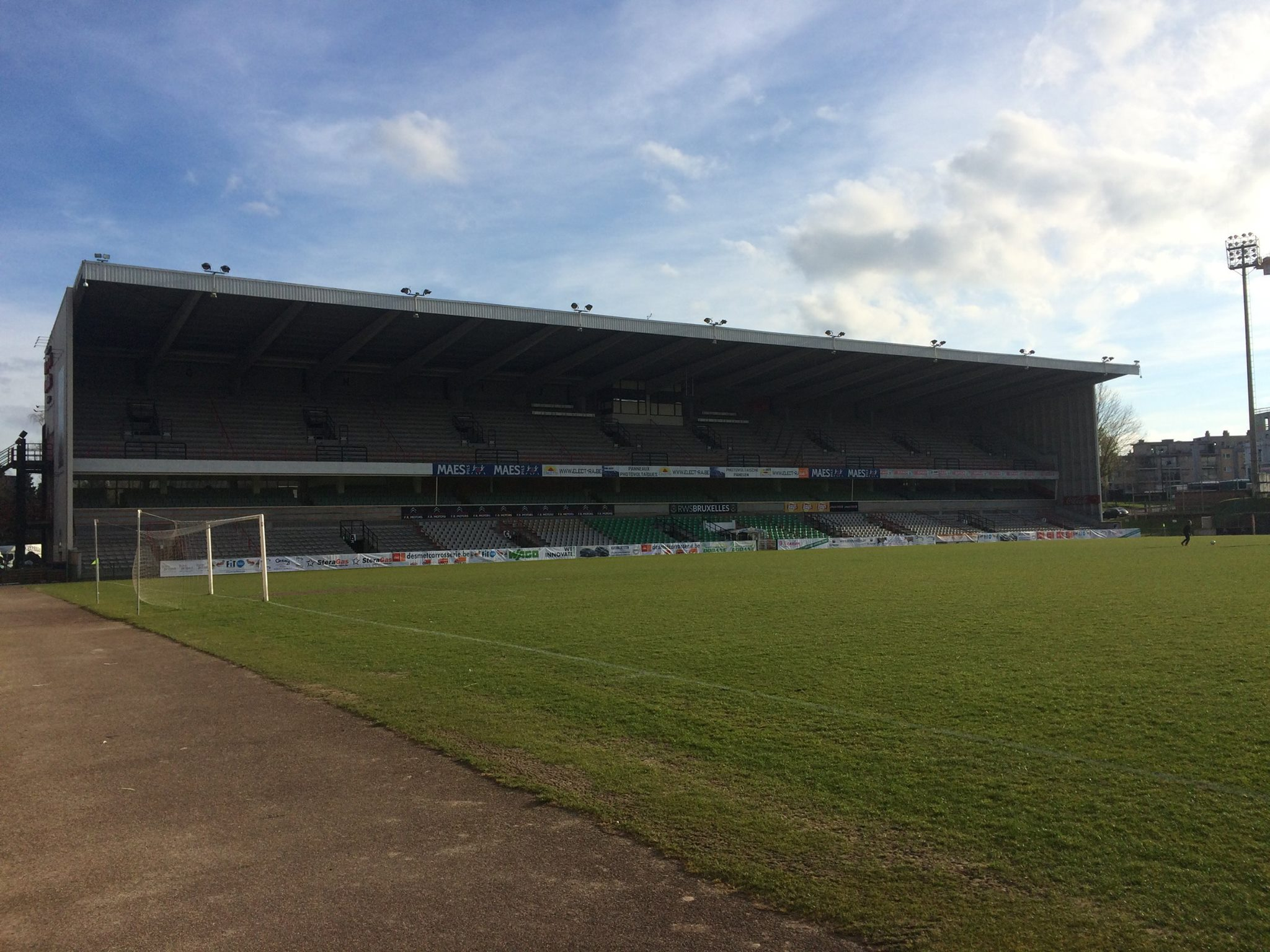
Stade Edmond Machtens.

Le Racing White Daring Molenbeek est un club belge de football. Ses couleurs sont le rouge, le blanc et le noir. Il connaît ses heures de gloire dans les années 1970 où il devient champion de Belgique en 1975. Le club porte le matricule 47 jusqu'à la faillite en août 2002, le RWDM revit depuis 2015 sous le matricule 5479.
Tout près du stade Edmond Machtens, port d'attache du RWDM, se trouve la piscine olympique Louis Namèche, une des piscines les plus modernes de Bruxelles.

## Espaces verts

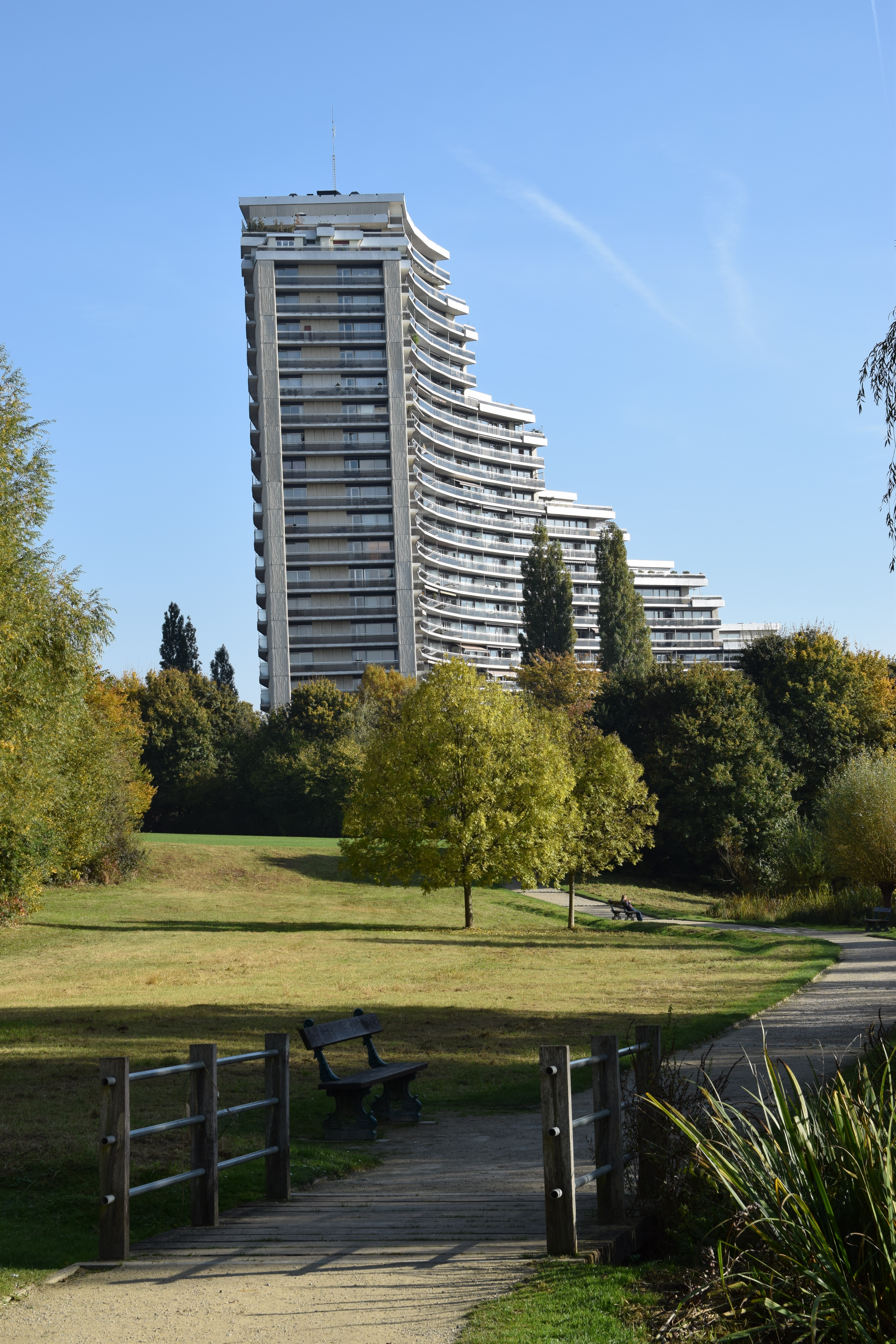
Le parc régional du Scheutbos.

Près de 12 % du territoire de la commune étant non-bâti, Molenbeek compte pas moins de 15 espaces verts :
- parc du Scheutbosch ;
- parc régional du Scheutbosch (six hectares de parc public)[104] ;
- site semi-naturel du Scheutbos (44 hectares de site classé) ;
- parc Bonnevie ;
- parc des Fuchsias ;
- parc Albert ;
- parc du Château ;
- parc Vandenheuvel ;
- espace Pierron ;
- parc Hauwaert ;
- parc du Karreveld ;
- parc Marie-José ;
- parc des Muses ;
- parc de la Fonderie ;
- parc de la Petite Senne.

## Personnalités liées à la commune

### Personnalités nées à Molenbeek-Saint-Jean
- Pierre Abattucci (1871-1942), artiste peintre ;
- François Backvis (1857-1926), artiste peintre ;
- Richard Beauthier (1913-1999), homme politique ;
- Benny B (1968-), rappeur ;
- Louis Bertrand (1856-1943), homme politique ;
- Fernand Buyle (1918-1992), footballeur international belge ;
- Ado Chale (1928-), artiste ;
- Serge Creuz (1924-1996), artiste peintre ;
- Jeff De Boeck (1918-), compositeur et batteur de jazz ;
- Jean De Middeleer (1908-1986), musicien ;
- Eugène Demolder (1862-1919), écrivain ;
- Alfred Dubois (1898-1949), professeur au Conservatoire de Bruxelles, violoniste et professeur du violoniste belge Arthur Grumiaux ;
- Alexis Dumont (1877-1962), architecte du bâtiment Citroën ;
- Claude Étienne, de son vrai nom chevalier Adrien Antoine Constant De Backer (22 mai 1917). acteur, directeur de théâtre.
- Hendrik Fayat (1906-1997), homme politique ;
- Rachid Haddach (1970-2020), conférencier et enseignant de religion musulmane ;
- Eugène Hins (1839-1923), fondateur du journal La Pensée, leader de la libre pensée belge et cofondateur de l'Internationale socialiste ;
- Marcel Josz (1899-1984), acteur ;
- Eugène Laermans (1864-1940), artiste peintre ;
- Mathieu Lamberty (1911-1993), compositeur ;
- Daniel Leyniers (1881-1957), écuyer, membre de la Chambre des Représentants, sénateur, châtelain de Fanson à Xhoris et bibliophile ;
- Hélène Mallebrancke (1902-1940), ingénieure, patriote ;
- Marka (1961-), chanteur
- Pierre-Joseph Meeûs, bourgmestre de 1836 à 1842
- Henry Meuwis (1870-1935), artiste peintre ;
- Michel Mourlon (1845-1915), conservateur du Muséum des sciences naturelles de Belgique ;
- Jean Muno (1924-1988), écrivain ;
- Norge (1898-1990), poète ;
- Jean Stampe (1889-1978), pilote de guerre, constructeur d'avions dont le fameux Stampe & Vertongen SV-4 ;
- Herman Teirlinck (1879-1967), écrivain ;
- Henri Thomas (1878-1972), artiste peintre, sculpteur et aquafortiste ;
- Iliass TiiwTiiw (1992-), chanteur ;
- Léon Van den Houten (1874-1944) : artiste peintre, sculpteur et céramiste impressionniste ;
- Léon Vanderkindere (1842-1906), historien, professeur à l'université libre de Bruxelles ;
- Philippe Vandermaelen (1795-1869), géographe et cartographe, fondateur de l'Établissement géographique de Bruxelles ;
- Georges Van Zevenberghen (1877-1968), artiste peintre ;
- Franky Vercauteren (1956-), entraîneur du football ;
- Firmin Verhevick (1874-1962), artiste peintre ;
- Freddy Wybaux (1906-1977), sculpteur.

### Autres
- Bassam Ayachi (1946-), inspirateur du radicalisme islamique en Belgique ;
- Abdelhamid Abaaoud (1987-2015), djihadiste de Daech, a grandi à Molenbeek ;
- Nabil Ben Yadir (1979-), réalisateur du film Les Barons en 2009 : l'action se déroule largement à Molenbeek ;
- Mohammed Boukourna (1956-), député fédéral belge, qui a été travailleur social de terrain à Molenbeek-Saint-Jean et l'un des fondateurs de l'Association des jeunes Marocains dans cette commune ;
- Mariem Bouselmati (1966-), femme politique belge, élue municipale à Molenbeek-Saint-Jean ;
- Abou Chayma (1952-), exorciste et prédicateur ;
- Alain De Kuyssche (1946-2024), journaliste, rédacteur en chef, romancier et scénariste de bande dessinée, a vécu à Molenbeek et y est mort ;.
- Joseph Diongre (1878-1963), architecte moderniste, auteur de nombreux ensembles immobiliers à Molenbeek ;
- Ferdinand Elbers (1862-1943), mécanicien, syndicaliste, échevin de Molenbeek ;
- Ahmed El Khannouss (1968-), échevin de la commune de Molenbeek-Saint-Jean depuis 2012 ;
- Ben Hamidou (1966-), acteur, auteur et metteur en scène ;
- Grand Jojo (1936-2021), chanteur populaire qui a grandi à Molenbeek-Saint-Jean ;
- Siré Kaba, chargée de communication au CPAS de Molenbeek et créatrice de mode ;
- Edmond Fromont, chimiste et industriel établi à Molenbeek, inventeur du savon Neutrogena ;
- Jamal Ikazban (1970-), homme politique qui a grandi à Molenbeek-Saint-Jean et y a commencé sa carrière politique ;
- Youness Oualad, double champion de Belgique de karaté[105] ;
- Mohamed Toujgani (1955-), imam de la plus grande mosquée de Bruxelles, président de la Ligue des Imams de Belgique et membre du Conseil des théologiens ;
- Sarah Turine (1973-), femme politique, échevine de Molenbeek-Saint-Jean de 2012 à 2018 ;
- Thierry Zéno (1950-2017), cinéaste ; il a ouvert une section cinégraphie, puis vidéographie à l'Académie de Dessin et des Arts visuels de Molenbeek-Saint-Jean ;
- Jeny Bosenge, récompensée en 2020 par la commune par le prix de l'Étoile de l'année[106] ;
- Sophie Lauwers (1966-2022), Directrice du Palais des Beaux-arts, Etoile de Molenbeek en 2022[107] ;
- Aurélien Bollevis Saniko (d), prêtre catholique belge d'origine camerounaise, curé de la paroisse Saint-Jean-Baptiste jusqu'en 2019 et passionné de musique[108],[109].

## Jumelages
La commune de Molenbeek-Saint-Jean est jumelée avec :
- Levallois-Perret (France) depuis 1981 ;
- Oujda (Maroc) depuis 2001.

La commune entretient des partenariats avec :
- M'bour (Sénégal) ;
- Moqrisset (Maroc).